# 西武ドーム

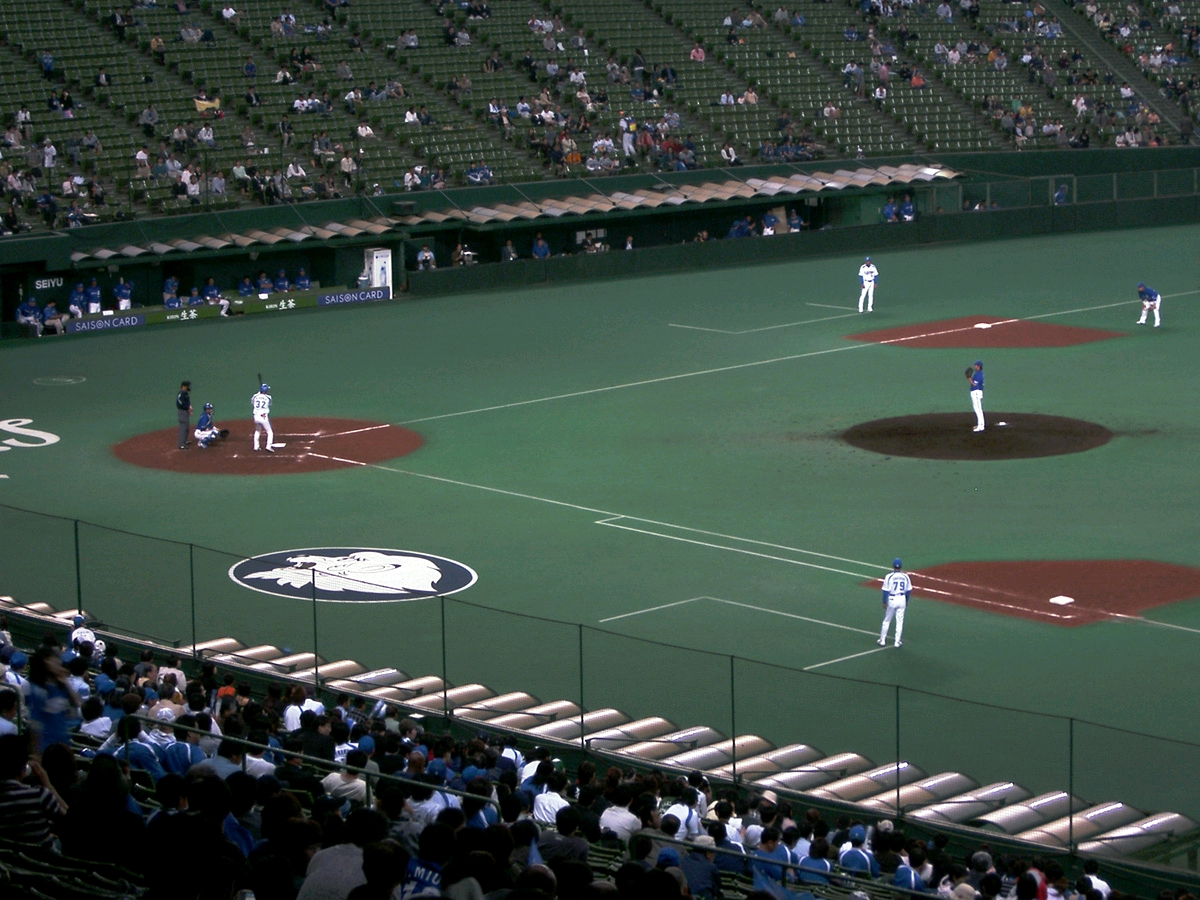
2007年セ・パ交流戦・横浜ベイスターズとの1回戦の様子

西武ドーム（せいぶドーム）は、埼玉県所沢市にあるドーム球場。プロ野球・パシフィック・リーグ（パ・リーグ）の埼玉西武ライオンズが専用球場（本拠地）として使用している。
埼玉県南西部の狭山丘陵に立地し、周囲を緑に囲まれたロケーションの中に位置している。2022年3月からは埼玉県上尾市に本社を置く通信販売企業のベルーナが命名権を取得しており、名称をベルーナドームとしている。
施設は西武鉄道が所有し、株式会社西武ライオンズが運営管理を行っている（一部の施設運営・管理・警備・清掃業務は協栄などに外部委託）。
当初は屋根が無い西武ライオンズ球場（せいぶライオンズきゅうじょう）だったが、のちに屋根を架設してドーム球場となった。ドーム架設以前は西武球場の通称表記が多用されており、最寄駅の駅名である西武球場前駅の名称はドーム架設後も変わっていない。

## 特徴
平地にスタンドなどの構造物を建設するのではなく、丘陵地を掘り下げて構造物を設置する手法が用いられており、掘り下げ部の斜面を利用してスタンドが設けられている。観客の入場ゲートは外野バックスクリーン後方の「メインゲート」と、バックネット裏の「オーナーズゲート」の2ヶ所となっている。メインゲートから入場した観客はスタンド外周のメインコンコースもしくはスタンド中段の通路を通って各座席へ移動する動線が取られている。一方でオーナーズゲートはバックネット裏エリアのチケットを持っている観客のみが利用できる。そのため、バックネット寄りの座席の観客はメインゲートからスタンドを概ね半周することになる。
現存するドーム球場の中で最も低コストで造られ、最も環境に配慮した球場として、西武グループでは「自然環境共存型スタジアム」としてPRを行っている。また、狭山丘陵の豊かな自然を活かした部分などが評価され、埼玉県庁が優れた景観の建造物等を表彰する「彩の国景観賞」を1999年に受賞している。
壁面が無いため、日本で唯一「場外ホームランの出るドーム球場」である（開閉式の屋根のあるドーム球場を除く）。そのため、2001年から2007年まで西武ライオンズに所属していたアレックス・カブレラは、しばしば場外弾を打っていた。また天候条件によっては上段の客席まで雨が吹き込み、雷鳴も屋外と変わらない大きさで聞こえる他、ナイターの試合では虫が多く集まってくるという。2013年にはカラスに襲われた鳩がグラウンドに落下し、試合が中断したこともある。
内陸の狭山丘陵に位置する立地条件から春先や秋口は寒く、夏場はナイトゲームでも蒸し暑い。ドーム化によって日差しが遮られ、熱気や湿気がこもりやすくなったため、この傾向はより顕著になった。春先や秋口、降雨時には寒さ対策、夏場には熱中症対策が必要になる。2024年夏にはファンに対して氷嚢の販売と氷の無料提供サービスも実施されるほどである。強制的に換気を行う設備が設けられていない（外気を取り入れる大型扇風機を複数設置しているが、効果は限定的である）ことから、降水時には湿気がこもり、時にはフィールド内に霧が立ち込める。壁面がないため、デーゲーム時には日が差し込む。暑さが厳しいことから、他の全天候型のドームと異なり、夏場にはデーゲームの開催をしていない。近年は酷暑の影響から暑熱対策面で識者からも問題が指摘されており、選手からは「夏はサウナでプレーしているような感覚」とも言われ、熱中症が疑われる症状で途中交代する事態も起きていることから、空調が効く様に完全にドーム化するか屋根を外すかといった改築面での対策を求める意見もある。
分煙面では2021年に喫煙所は獅子ビル屋上に移動し、分煙状況は改善された。ただ、以前はドームの屋根内には消防法上の規定により、喫煙所を設置できないため、内外野共に屋根に覆われない部分に喫煙所を設置していた。しかし、喫煙室など空調を備えた別棟は設けておらず、露天のまま灰皿を設置しただけの簡素な形式のため、風向きによってはタバコの煙が通路やスタンドに流れ込むこともあり、完全分煙化には至っていなかった。
2008年度までは他の多くの球場と同じく一塁側ベンチをホームチーム用としていたが、2009年度からは球団事務所、練習場、合宿所等の諸施設に近い三塁側をホーム用として使用している。このベンチ変更に関し、元西武の選手で球団職員の髙木大成も前述のように各種施設が三塁側寄りに集中していることや観客の入退場時の動線を確保する点、各種店舗・設備が一塁側より充実している点などライオンズファンに対するサービス改善に加え、三塁側ベンチ裏に西武の選手用サブロッカールームを新設することが主な目的だった旨を説明している。西武のメインロッカールームはバックネット裏上段の棟内に設けられているためベンチから遠く、選手からもベンチ裏にロッカールームの設置を求める要望がかねてから寄せられていたものの、スタンドの構造上の問題で一塁側ベンチ付近はスペースの確保が困難なことから、構造的に余裕があった三塁側ベンチに各種設備を設けることになった。

## 歴史
元々は「西武園球場」という小規模の球場（1963年竣工）で、主にアマチュア野球の試合で使用されていたほか、日本プロ野球（NPB）の二軍戦（イースタン・リーグの公式戦）もわずかながら開催されていた。

### 改築
以下は空撮写真による比較。

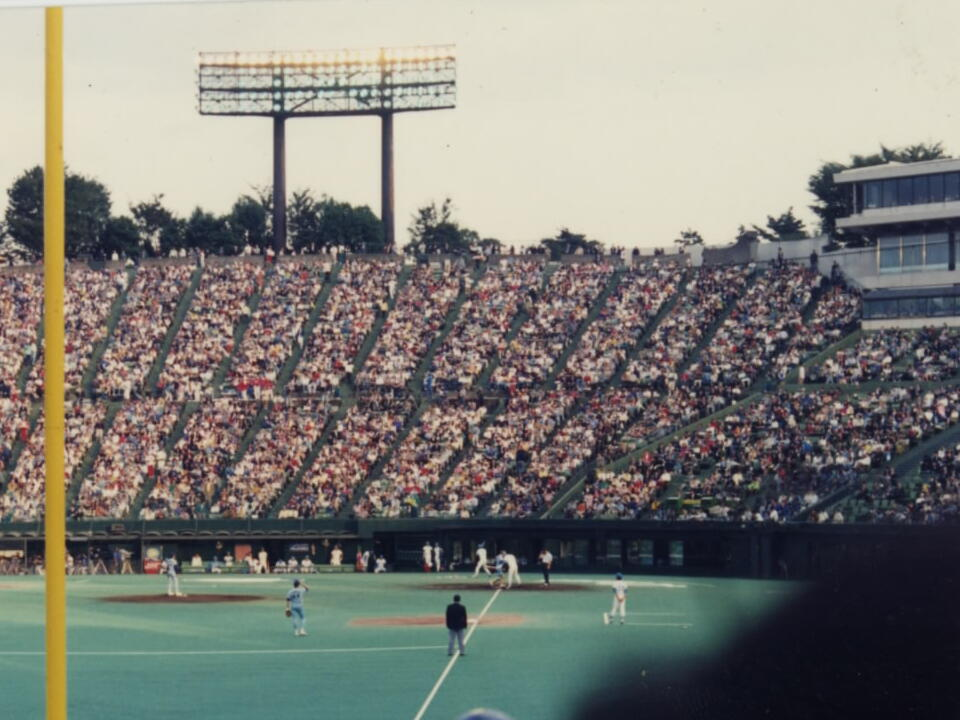
屋根のない開業当時の「西武ライオンズ球場」
1993年日本シリーズ第1戦

- 国土地理院地図・空中写真閲覧サービスによる1974年当時の西武園球場
- 国土地理院地図・空中写真閲覧サービスによる1984年当時の西武球場

1978年6月から、西武園球場の改築工事に着手。当初は、NPBの一軍公式戦も開催できる貸し球場に変えることを目的に置いていた。
その一方、堤義明が代表取締役社長を務める国土計画では、当時の関連会社であったプリンスホテルに社会人野球チーム（プリンスホテル硬式野球部）の結成を計画。改築後の球場を、同部の活動拠点に使用することも視野に入れていた。しかし、経営難に喘いでいた福岡野球（クラウンライターライオンズ）からライオンズの保有権を取得することを1978年10月にNPBコミッショナー（当時）の金子鋭などから要請されたことを受けて、球場の利用構想を変更。実際に保有権を買収した後に、チーム名を「西武ライオンズ」に変更したうえで、本拠地を福岡市中央区の平和台球場から改築後の新球場へ移転することを発表した。堤は実父（西武グループ創業者の堤康次郎）からプロ野球の球団経営に手を出さないことを厳命されていたが、「既存のNPB球団を誘致するだけの貸し球場ではシーズンを通じて試合を開催できないので、クラウン球団の買収を通じて自前で球団を保有したうえで、本拠地として活用した方が利益率が高い」という判断で球団の保有に踏み切ったという。
球場のモデルはドジャースタジアムで、池原義郎が設計を担当。早稲田大学野球部へ監督として出向していた国土計画社員（当時）の石山建一が、堤から設計アドバイザーを委嘱された。石山は堤の西武園球場視察へ同行した際に、内野スタンドから望む外野方向の景観が良いことに着目。「内野スタンドからは狭山の山（並み）もユネスコ村も目に入るので、（西武園球場を解体した後に）新しい球場を建設するのなら、このような景観を生かす意味でも球場を西武園球場と逆の向きに配置した方が良い。向きを変えればデーゲームで野手の目に太陽の光が入りやすくなるが、野手がサングラスを掛けていれば大丈夫」と堤に進言したところ、実際に新球場のレイアウトへ反映された。
また、石山は早稲田大学野球部の監督として臨んだ1978年のアメリカ遠征中に、野球関連の施設と一体になった球場の建設現場を目撃。さらに、西武園球場の改築工事を請け負っていた西武建設からの依頼でドジャースタジアムまで足を伸ばすと、ロサンゼルス・ドジャース職員（当時）のアイク生原から同スタジアムの設計図を入手した。堤から球場設計アドバイザーを委嘱された時点では「堤が球団を保有する計画を進めていたことを知らなかった」とのことだが、実際には堤にその意思があることを委嘱の人事から察していた。そこで、アメリカ遠征での経験を踏まえて、サブグラウンド・合宿所・室内練習場を完備した施設のアイデアを池原に持ち掛けた。また、「観客は監督になった気分で試合を見ているので、救援投手の練習風景から監督の戦略を推理する楽しみを、目に見える形で残しておきたい」という理由で、一・三塁側の内野スタンドとファウルゾーンの間を金網で区切ったうえでブルペンに使用することを堤に提言。「サブグラウンドにブルペンを作ったうえで、試合の展開に応じて、救援投手をスクーターに乗せて移動させれば良い」と主張していた堤を翻意させた。
一方の堤は、「外野手が飛び上がって本塁打性の打球をもぎ取ることも野球の醍醐味」として、外野フェンスの高さを2mに抑えることを、石山を通じて池原に要望。大相撲の枡席のような4人1組のボックスシートをネット裏に設けることも石山に指示した。結局、池原は以上のアイデアを、球場の設計にすべて反映。サブグラウンドは西武第二球場・西武第三球場、合宿所は「西武ライオンズ（初代）若獅子寮」として建設された。ちなみに、西武グループは一連の工事に対して、総額で50億円規模の巨費を投じている。
西武ライオンズは、堤義明をオーナーに据えたうえで、1978年のシーズン終了後にNPB一軍のパシフィック・リーグへ加盟。改築後の新球場は、西武球団の本拠地として、西武ライオンズ球場という名称で1979年に開業した。ただし、竣工がNPBレギュラーシーズンの開幕直前にまでずれ込んだ関係で、オープン戦での使用は見送られた。こけら落としの試合は4月14日の同リーグ公式戦（西武対日本ハムのデーゲーム）で、元内閣総理大臣の福田赳夫（堤の結婚の媒酌人）が始球式に登場。西武では新人（ドラフト1位入団）の森繁和投手に先発のマウンドを託したが、野手陣が7失策を記録した末に、1対7で日本ハムに大敗した。なお、開業当初は場内へ掲示される広告に厳しい制限を設けていたため、グラウンド内からはスコアボードを除いて企業の広告が一切見られなかった。

### お台場ドーム構想とドーム球場化

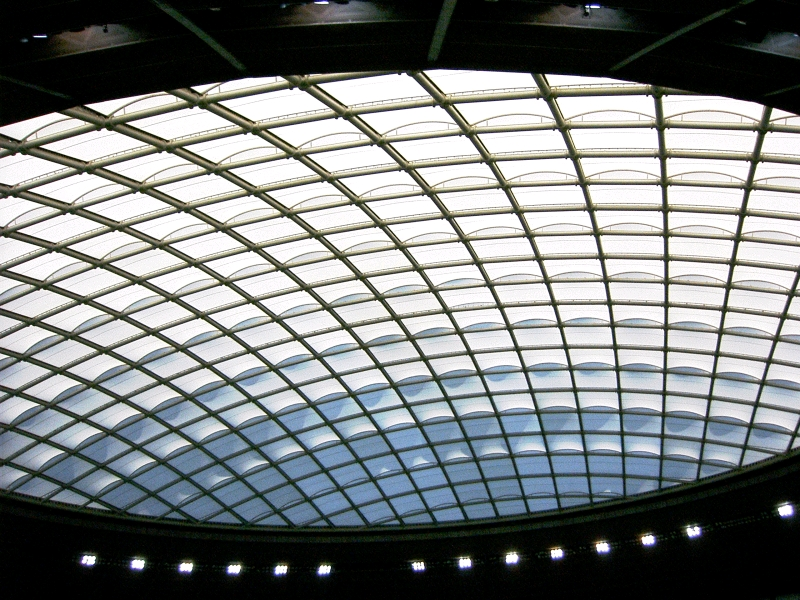
架設されたドームの屋根

西武ライオンズ球場は屋外球場として開場したが、設計の段階で屋根を付けることを想定していた。球場アドバイザーの石山によれば、その周囲に山口貯水池（狭山湖）や村山貯水池（多摩湖）が存在することから、その上空が雨雲の通り道になることを予見した上で想定したという。
その一方で、西武ライオンズ球団では一時、ドーム球場をお台場（東京都港区の埋立地）に建設しようという案が浮上したことを条件に本拠地を所沢から都心である東京の台場に移転させる構想を立てていた。しかし、当時既に東京都を保護地域とする球団が東京23区内に3球団も一軍の本拠地を置いており、全ての球団の承諾を得る必要があったことや、西武線沿線外のドーム球場への移転に対する地元近辺ファンからの猛反発、多額の建設費用の捻出、グループ企業の西武鉄道の利用客減少や減収への懸念の意見が出たため、困難で白紙となり、結局は西武ライオンズ球場の設計上の想定に沿って、「既存の屋外施設に屋根を架設する」という日本ではドーム球場化異例の工事で対応することになった。
1997年度と1998年度のNPBシーズンオフに2期にわたってドーム球場化工事を実施。
1997年度の第1次工事で観客席の上にステンレスの金属屋根を付けたことから、工事の完了を機に西武ドームと改称した。ただし、第1次工事ではフィールド部分を屋根で覆っていなかったため、1998年シーズンの試合では「ドーム」を名乗っていながら雨天での中止が相次いだ。
1998年度の第2次工事で膜屋根がフィールドの上にも取り付けられたため、1999年に、日本で5球場目のドーム球場として再スタート。開場以来両翼95 m・中堅120 mだったフィールドも、この工事に伴って両翼100 m・中堅122 mに拡張された。ちなみに、ドーム球場化後の第1号本塁打は、同年3月20日に開催された西武対読売ジャイアンツ（巨人）のオープン戦で、巨人の松井秀喜が記録している。
直径145 mの膜屋根は、重さが2100 tあり、約3日かけて37.3 mの高さまで100本のワイヤーでリフトアップして設置された。この時の設計監修は建築家池原義郎が行った。
ドーム球場化後の膜屋根はスタンドの最上段から伸ばした柱で支えられているが、屋根とスタンドの隙間に壁を造らない設計で架設されたため、他のドーム球場と違って隙間から自然の空気を取り込めるようになっている。そのため、ドーム球場としては珍しく、場内に空調設備を取り付けていない。また、開催予定の試合が雨天で中止される可能性は第2次工事の完了を機に消滅した。ただし、台風などの異常気象が見込まれる日に組まれていた試合を特段の理由（選手・観客の安全面への配慮や交通機関の運行休止）によって中止することはある。

### 2007年 - 2008年の改修

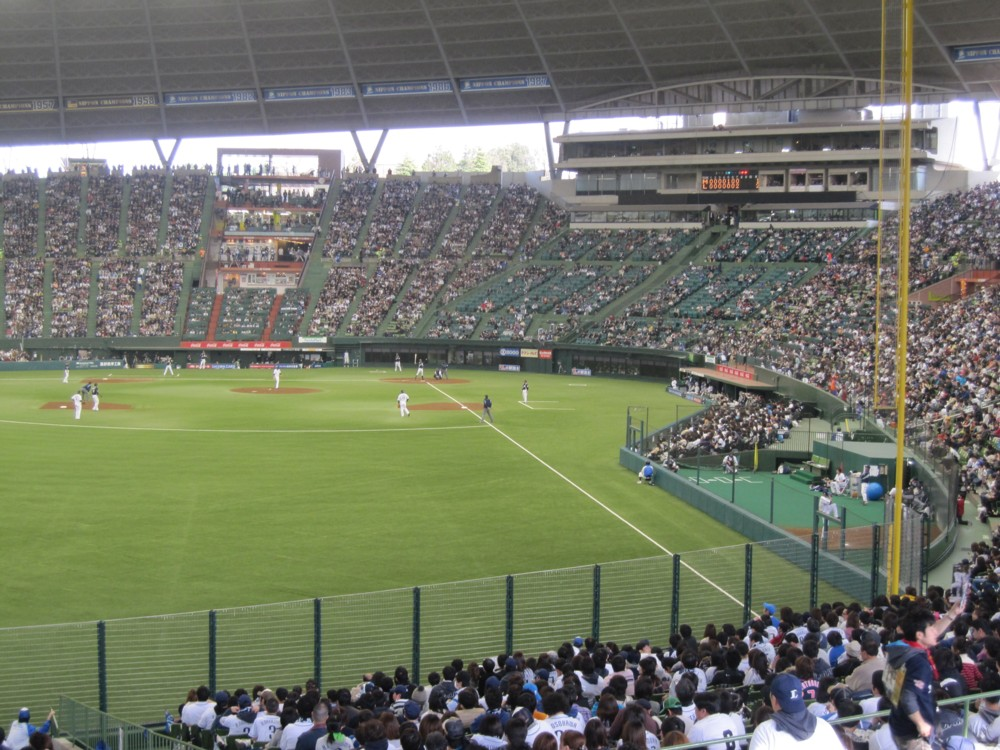
人工芝の張替、フィールドシート、テラスシート、中段レストランの設置など新装されたドームの様子

ドーム化こそされたものの、観客向けの設備は開場以来、抜本的な改修が行われてこなかった。掘り下げ式スタンドのために、売店や化粧室などは全てスタンド最上段の通路沿いに集中して設けられており、スタンド内部にはこうした設備が一切設置されていなかった。そのため観客が各種設備を利用するには階段の上り下りが必要で、バリアフリーの立ち遅れが長年指摘され続けてきた。他球団の本拠地では新球場が建設された他、既存球場でも新たな設備が相次いで整備され、それぞれ特色を活かした誘客策を導入しているのに比べ、西武球団の対応は遅れ、観客動員数も伸び悩んでいた。
そんな中、西武球団はコンプライアンスや地域密着型の球団経営の理念などを掲げた「西武ライオンズ憲章」を2007年8月26日に制定。その中で球場施設について“スタジアムを快適な「感動空間」へと創造します”と定めた。これに従って施設改修に本格的に着手することが決まり、同年オフから大規模な改修工事を開始した。なお結局、同年の年間観客動員数はチーム成績の低迷もあり、12球団ワーストという結果に終わっている。改修の内容は以下の通りである（細部に関しては後述）。第一期改修後の2008年シーズンはチームの好調もあって前年比29.3%増という観客動員の大幅な伸びを記録することに成功した。
第1期工事
2008年3月までに、スコアボードの全面フルカラー化や新型人工芝「アストロステージMJ」への張替え、ラバーフェンスの変更が行われ、また観客が使用する化粧室もリニューアルされた。音響設備も新型の中型ラインアレイスピーカーに改められ、遠くまでクリアな音が聞こえるようになっている。総工費は13億円。また第2期工事でのフィールドシート設置の準備としてファウルエリアとブルペンが改修されている。
第2期工事
続いて、2008年11月中旬から第2期工事に着工した。内野スタンドの一部を開削して、中段内部にレストラン、売店、化粧室、授乳室が設置された。また、エレベーターを設置するなど、バリアフリー化も図られている。テラスシートやフィールドシートも設置された。この第2期工事は総工費17億円をかけて行われた。翌2009年3月27日に行われた巨人とのオープン戦で改修後の球場が初披露されたが、フィールドシートとテラスシートの供用は4月7日のレギュラーシーズン本拠地開幕以後となった。また、一塁側と三塁側の両方のベンチのシートも住江工業製のものに交換された。
この第2期工事に先行して、前述の各種設備等の増設に向けた準備工事が同年5月下旬から行われ、内野スタンドのうち1、3塁側上段部分の一部（内野指定B席約2,400席分）を閉鎖して盛り土部分を開削した。これに伴って同年5月31日のセ・パ交流戦・対中日ドラゴンズ戦から同年シーズン終了までの間、工事を実施している箇所のチケットは発券されなかった。

### 2017年 - 2021年の改修・再整備
西武ライオンズの創設40周年を2018年に迎えたことを記念する事業として、2017年末から2021年春にかけて、グラウンドレベルの観客席、球場周辺の店舗や通路、第二球場や二軍施設、選手寮などの大規模な再整備を実施。その一環として、開場以来外野スタンドの大半を占めてきた芝生エリア（芝生席）に、2021年シーズンから椅子を常設している（詳細後述）。日本国内で「AKRacing」（中華人民共和国で開発されたゲーミングチェア）の販売を独占的に担うテックウインド株式会社が2021年から埼玉西武ライオンズとパートナー契約を結んだことを背景に、パ・リーグ公式戦で両チームの監督用チェアとして設置。

## 施設概要

### 球場データ

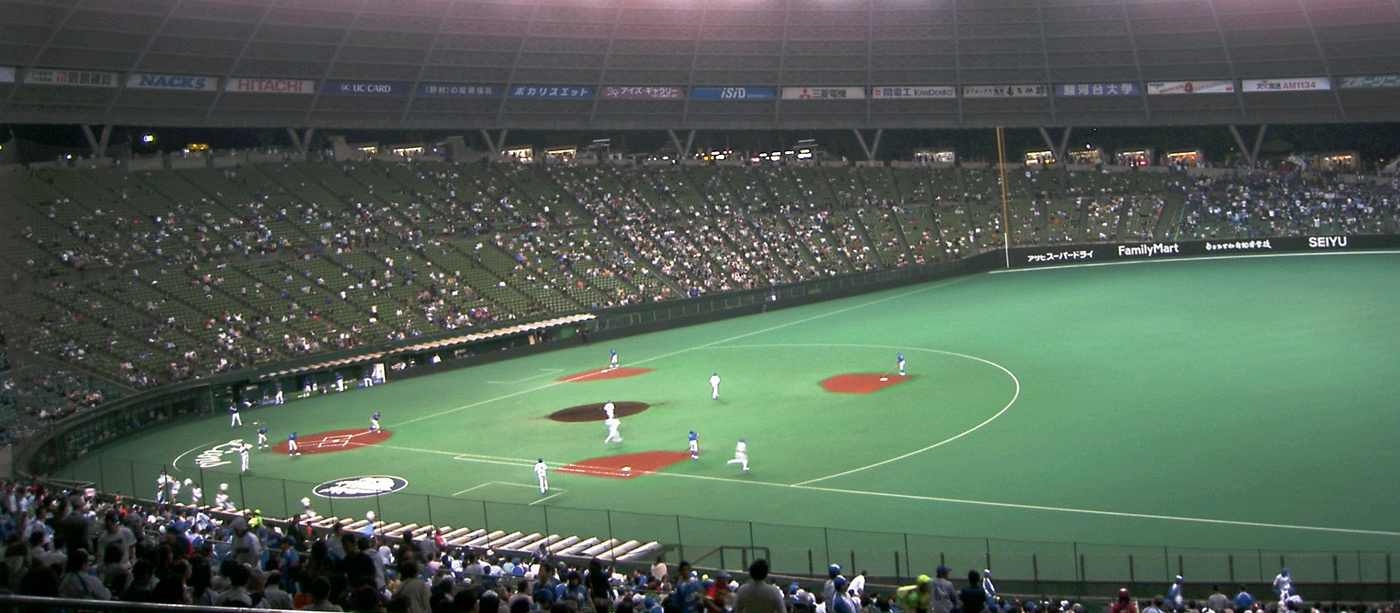
西武ドームのフィールド（2007年までの仕様）

- 所在地 ： 埼玉県所沢市大字上山口2135
- 収容人数 ： 31,552人[19]。
- 延床面積 ： 42,541m2
- 両翼 ： 100 m、中堅 ： 122 m（1999年 - ）
（1998年までは両翼 ： 95 m、中堅 ： 120 m）
- 外野フェンスの高さ ： 3.2 m（中堅） - 4.37m（両翼）（1999年 - ）
- グラウンド面積 ： 12,631.29m2（2009年 - ）
（1998年まで13,300m2、1999年から2007年までは13,860m2、2008年は12,686m2）
- 内外野 : 野球専用人工芝（ミズノ社製 MS CRAFT BASEBALL TURF-V）（2023年 - ）
- スコアボード ： 全面フルカラーLED（パナソニック製、高さ13m×横幅46m×1面）（2021年 - ）

### フィールド

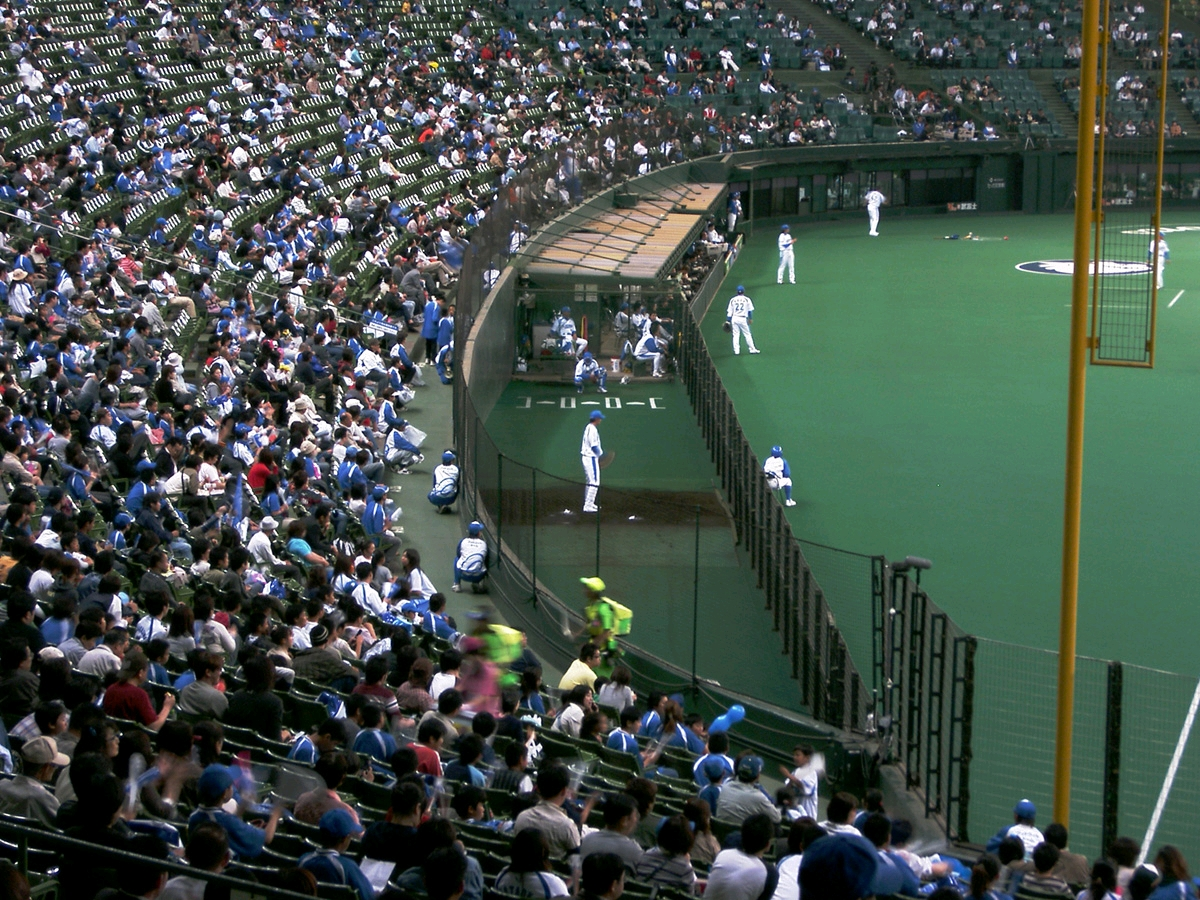
一塁側ブルペン（2007年）

国際規格を満たす球場としては日本では一般的な両翼100m、中堅122mの広さである。開場当初は両翼95m、中堅120mで、1979年当時としては最も広い球場であったが、1990年代には他球場が続々と国際規格を満たす様になったためにドーム化工事に伴ってスタンドが削られ、1999年から現在の広さに拡張された。ファウルポール際のスタンドにその名残がある。
グラウンドは開場当初より全面人工芝である。当初はパイル長が短く、フィールドの色も「いかにも人工芝」という鮮やかな一面のグリーンであった。またホームベース後方には英筆記体のLionsのロゴ、一塁側ファウルゾーンにはペットマークの「レオ」が描かれ長年ファンに親しまれていた。2008年に人工芝の全面張替えを実施し、新型人工芝「アストロステージMJ」が採用された。これは長さの違う二種類の芝を組み合わせ、より景観や機能を天然芝に近づけたもので、一見天然芝のような自然な雰囲気に落ち着いた。この張替えの際、ベンチ変更が検討されていたこともあって球団ロゴとレオマークのペイントが一旦廃止されたが、このうち球団ロゴのみが2009年からホームベース後方に、ライオンズのユニフォームスポンサーであるナイキのロゴマークと横並びで復活した。三塁寄りが球団ロゴとなっていたがこれもすぐに廃止されている。2015年現在は三塁ベンチ上に球団ロゴがデザインされている。なお、外野フェンスにあったナイキのロゴは、2015年シーズンからは廃止されている。2015年12月中旬より人工芝の全面張替えを実施。日本プロ野球チームの本拠地としては初となる、ミズノ社と積水樹脂社の共同開発による野球専用人工芝「MS Craft Baseball Turf」が採用された。これは形状の経年劣化が少なく、ボールのバウンドの際の充填剤の飛散を従来より抑えたもので、色は内野部分を土色にしたツートーンカラータイプである。2023年シーズンより、人工芝を国内球場では初となる環境配慮型「MS CRAFT BASEBALL TURF-V」に全面張替え。衝撃吸収性などの向上、光の反射の抑制などが図られたほか、耐久性向上により人工芝のちぎれが抑制され、マイクロプラスチックの飛散を抑えられるとしている。
ブルペンは外野側のファウルグラウンドの外側にあり、プレイングフィールドとはフェンスで仕切られている。かつてこのフェンスは金網のみであったが、2001年に平尾博嗣がファウルフライの処理の際に、スパイクシューズの歯を金網に引っ掛けたことが要因となって大怪我を負ったために下部にラバーが追加された。また位置も2007年以前はホーム寄りであった。
開場当初のブルペンの方式はほっともっとフィールド神戸（神戸総合運動公園野球場）や長野オリンピックスタジアム（南長野運動公園野球場）でも採用されている。ほっともっとフィールド神戸はフィールドシートの採用の際に位置が変わったが、これに追随するような形で西武ドームも似た位置に移動している。
2008年からはファウルグラウンドが規定値の近くまで狭められ、2009年からグラウンド面積は12,631.29m2になったが、この数値は2009年現在、日本プロ野球球団の本拠地球場のなかで最小である。

#### フェンス
外野フェンスはラバーと金網の組み合わせで、中堅付近は高さが3.2mとなっている。両翼ファウルポールそばの座席部分に向かうにつれてラバー部分が少しずつ高くなっているが、これはフィールドの拡張でスタンドが削られた際に、その断面の高さに合わせてフェンスの高さを変えているためである。
2008年シーズン前の改修時、内外野フェンスの緩衝材にアメリカ・プロマット社製の「スカイデックス ウォールパッド」が採用された。2種類のウレタン素材（軟質ポリウレタンフォームとサーモプラスティックウレタン）を組み合わせたもので、従来のポリウレタンパッドと比較して約5倍の衝撃吸収力を確保している。
内野フェンスでは、2020年シーズンまで、ラバーフェンスの上方に高さ5mの防球ネットを設置していた。しかし、同年オフシーズンの改修工事で、防球ネットの高さを20mにまで伸ばした。西武球団では、改修計画を立案する段階で、打者が打席から放ったライナー性の打球がスタンドへ向かった場合のシミュレーションを実施。シミュレーションを基に、打球の速度や打球にかかる重力・空気抵抗のデータを解析した。その結果、防球ネットの高さを20mまで伸ばした場合には、内野席の観客がライナー性の打球の直撃を避けられる確率が、従来の5mネットの設置を続けた場合に比べて96%上昇することが判明したという。

### スタンド

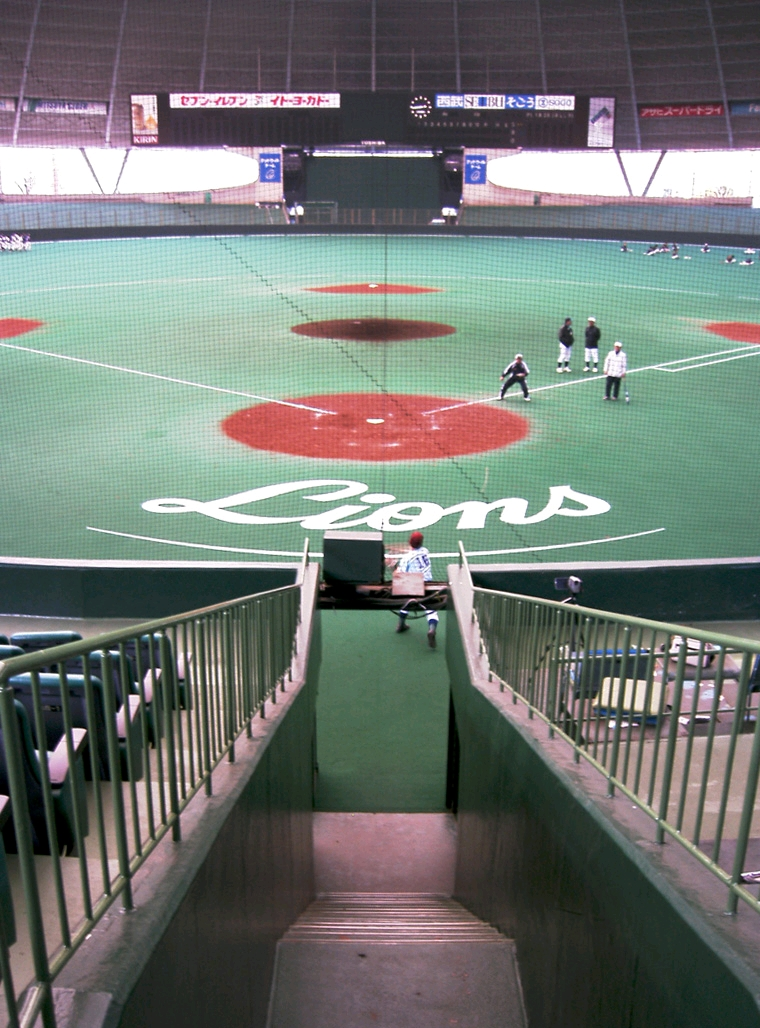
バックネット裏の通路（ビクトリーロード）

球場外にあった、カブレラ地蔵（2008年開幕前に撤去）

建設の頃のアメリカでは、円形兼用球場全盛で同時期の横浜スタジアムも円形となったが、この球場は従来型の扇形となっている。掘り下げ式のためにスタンド内部には施設が存在しなかったが、2009年より内部にも施設が増設されている。
入場ゲートは開場当初より1塁側と3塁側に独立して設置され、再入場が認められていた（1塁側および3塁側のどちらかにしかない売店・商品があり、バックネット裏のエリアは対応するチケット購入者以外は通行できないため）。2020年シーズン終了後に両ゲートが撤去され、2021年より新たにメインゲートが設けられた。同年は再入場が認められなかったが、翌2022年よりサブゲート経由で再入場が再開された。
内野席はほぼ全ての席にカップホルダーがついている。前述のように掘り下げ式のため、外周通路や内野スタンド中段、下段にある通路を通り試合を見ながらアクセスできる。外周通路には白線によって立見席スペースが設定されており、混雑時には専用チケットが用意されることがある。バックネット裏はスペシャルシートとされており、座席が革張りであり、入り口が別に存在し、勝利時はビクトリーロードを通る選手と直接触れ合えるなど他の観客席とは一線を画している。この席は1席ではなく2席単位で販売されている。また、ベンチサイドシートとバックネット裏は年間チケットが発売されている。バックネット裏は4席単位でのボックスシートとしての販売となっている。これ以外にも特別観覧席として事前予約が必要なスイートルームがある。2009年より「ダグアウトテラス」（テラスシート）と「フィールドビューシート」（フィールドシート）を追加。2020年からは、野球場の観戦スペースとしては珍しい「ステンレスカウンター」（ステンレス製のカウンター付き立ち見席）を、一塁側内野スタンドの上段に設置している。
バックネット裏には「ビクトリーロード」と呼ばれる階段がある。西武の勝利時には、ヒーローインタビューを受けた選手が階段を通ってロッカーに引き上げており、ファンにとっては選手とふれあうチャンスの場となっている。2019年まではグラウンドから扉を開けて直接昇っていたが、2023年からはバックネット裏に後述のプレミアムラウンジが建造されたことに伴い、ビクトリーロードもラウンジの一角を通る形式に変わった。なお2020 - 2022年は新型コロナウイルスの流行のため、ファンと選手の接触を防ぐべく、西武の勝利時もビクトリーロードは使われなかった。ちなみに、ビジターチームおよび勝てなかった時の西武はベンチ裏にある108段の階段を登らなければならなかったが、ラウンジの開設により階段は消失した。
外野エリアについては、開場から2020年までの42年間にわたって、スペースの大半を芝生席に充てていた。残りのスペースには長椅子による座席が設けられていたが、席数が少ないうえに、西武戦の開催日には私設応援団が応援のために陣取っていた。ドーム化前の芝生席は天然芝だったが、ドーム化以降は人工芝に変わっている。
ドーム化前の芝生席は、天然芝の保護を優先する関係で、一般客への開放を公式戦開催期間中の週末・祝日、学生の夏季休暇期間、西武または対戦球団のパ・リーグ優勝が決まる可能性のある試合、日本シリーズに限っていた。観客席をドーナッツ状に覆う金属屋根が完成した1998年も外野席は天然芝だったが、屋根により日陰となった観客席の日照量が著しく落ちたため芝生が枯れ果ててしまった。このため、外野席へ持参したシートをテープで固定する場合には、養生テープの使用しか認めていなかった。しかし、2020年オフシーズン中の改修工事で、芝生席を椅子席へ全面的に転換。ライト側の後方には、「ライトパノラマテラス」と称するカウンター付きの座席（140席）を新設した。
この工事では、「ライトパノラマテラス」に加えて、バックネット裏に常設される観戦スペースとしてはNPB12球団の本拠地球場で最も広い「ライオンズ プレミアムラウンジ」（483人まで同時に収容できるスペース）をバックネット裏スタンド席の地下部分、「プレミアムエキサイトシート」（砂かぶり席）203席をラウンジの前方、「ネット裏テーブル4」（グループ席）「ネット裏カウンターシート」（カウンター付きの座席）「ネット裏指定席」をバックネット裏のスタンド、「ダグアウトトップシート」を一・三塁側ダッグアウトの真上、「ライオンズユニバーサルデッキ」を左翼エリアの上方（スコアボード左支柱の土台付近）、「ビジターユニバーサルデッキ」を右翼エリアの上方（スコアボード右支柱の土台付近）、「ステンレスカウンター」を三塁側内野スタンドの上段にそれぞれ新設した。「ユニバーサルデッキ」は車椅子の搭乗者・同伴者だけが入場できる打球防御板付きの観戦スペースで、「プレミアムエキサイトシート」や「L'sテラスシート」にも同様のスペースを設けたことによって、車椅子に乗ったまま観戦できる席を工事前から大幅に増やしている。
なお、西武球団では2021年から、サーモス（THERMOS）との間で「ステンレスカウンター」、名糖産業（ホームランバーの製造元）との間で「ライトパノラマテラス」の施設命名権スポンサー契約を締結。契約期間中にはそれぞれ、「THERMOS ステンレスカウンター」「メイトーホームランバー　ライトパノラマテラス」として稼働させている。同年7月16日（金曜日）には第71回NPBオールスターゲーム第1戦が開催されたが、新型コロナウイルス感染症のまん延防止等重点措置が日本政府から埼玉県内へ発出されていたことに伴って、入場券（チケット）の販売数を1万枚までに制限。オールスターゲームの開催自体が2019年の第2戦（阪神甲子園球場）以来2年振りであったにもかかわらず、有料入場者の総数は8,992人で、オールスターゲーム史上最も少なかった。

#### 売店・売り子
売店は上段通路外側に点在している。2018年までは、バックスクリーン裏の入場口からバックネット裏に向かって順に席のグレードが上がっていく関係上、境目でチケットチェックがあるため、席種によっては利用できない売店があった（内野指定席エリアの売店は自由席券では利用できないが、内野指定席の券ならば自由席エリアの売店は利用できるなど）。2019年よりチケットチェックが廃止され（外野芝生エリアやフィールドビューシートなどに入る際のチェックは継続）、席種による制限は大部分でなくなった（プレミアムシート限定ショップは引き続き存在）。
2009年からは内野スタンド中段内部に「L’s Dining（エルズダイニング）」と呼ばれる売店も追加されている。同時期に一部を除いた売店で電子マネーPASMO（および相互利用可能なIC乗車カード）が利用できるようになった。2019年までは、グルメワゴンと称される移動販売車での売店が球場外で営業していた。
また、グルメワゴンを含むほぼ全ての売店でライオンズファンクラブ向けのポイントサービスである「Lポイント」の加算を受けることができる。売り子は非対応であったが、2020年より購入時に「Lポイント補助券」が配布され、球団公式アプリかファンクラブマイページより情報を送信すると加算されるようになった。
当球場には、2008年まではクレジットカードによる支払い対応ができるビールの売り子が少数ながら存在していた。ハンディタイプのCATクレジットカード処理端末を持ち歩いており、帽子にはクレディセゾン、ビザ、マスターカードの3つのロゴが入っていた。前述の売店PASMO対応に伴い、売り子のクレジットカード対応は一時終了したが、2024年8月30日より一部の売り子にてクレジットカード・電子マネー・QRコード決済への対応を開始している。

### 球場広告

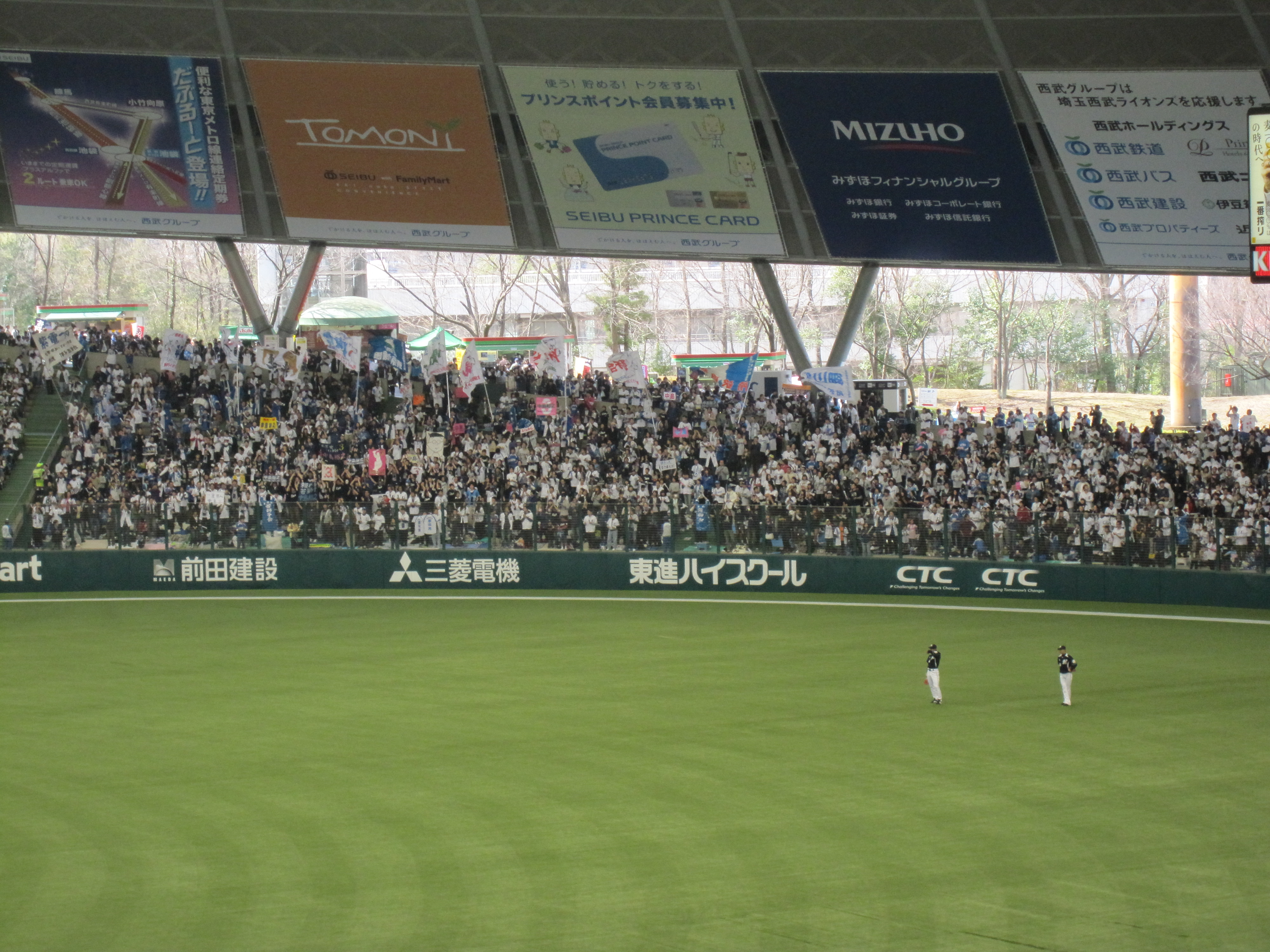
2010年より外野席上部に設置された巨大広告

球場開き以後、1997年までスコアボードの広告以外、フェンス・スタンドの広告は一切排除されてきた。1998年にスタンド（観客席）の屋根部分に初めて広告看板が設置され、1999年の完全ドーム化でレフト・ライトのポール際のフェンスにそれぞれ4枚ずつの広告が貼り付けられるようになった（その後増加）。
通常のドーム球場の外野席に設置される巨大な広告看板は、鉛直方向に設置できないために一般的な横長サイズの看板を2009年まで設置していたが、2010年から他のドームのような巨大看板を斜め方向にした状態で掲出している。かつて左翼側スタンド上の天井に設置されていた文化放送（JOQR）の看板に打球を直撃させた選手には、同社から1000万円の賞金が出ることになっていたが、達成した選手はいなかった。2023年からは立飛ホールディングスが「ここに当たれば¥100,000,000」と書かれた看板を設置し、直撃させた場合はその選手と、同グループ社員（総額）に1億円が贈呈される。
2009年には屋根部分ホームベース側の看板が、広告から西武が日本一（西鉄時代を含む、2008年はアジアシリーズ制覇）となったシーズンを記念するパネルに変更された。優勝年表示は全てその年使用のユニホームの番号のロゴを使用。2012年からはその右側に稲尾和久の永久欠番「24」を顕彰するパネルを設置していた。これらのパネルはいずれも2020年までの掲示で、同年シーズンオフに撤去され、以降は駅前広場と獅子ビル前広場を結ぶ階段沿いにフラッグで顕彰されている。

### スコアボード・ビジョン

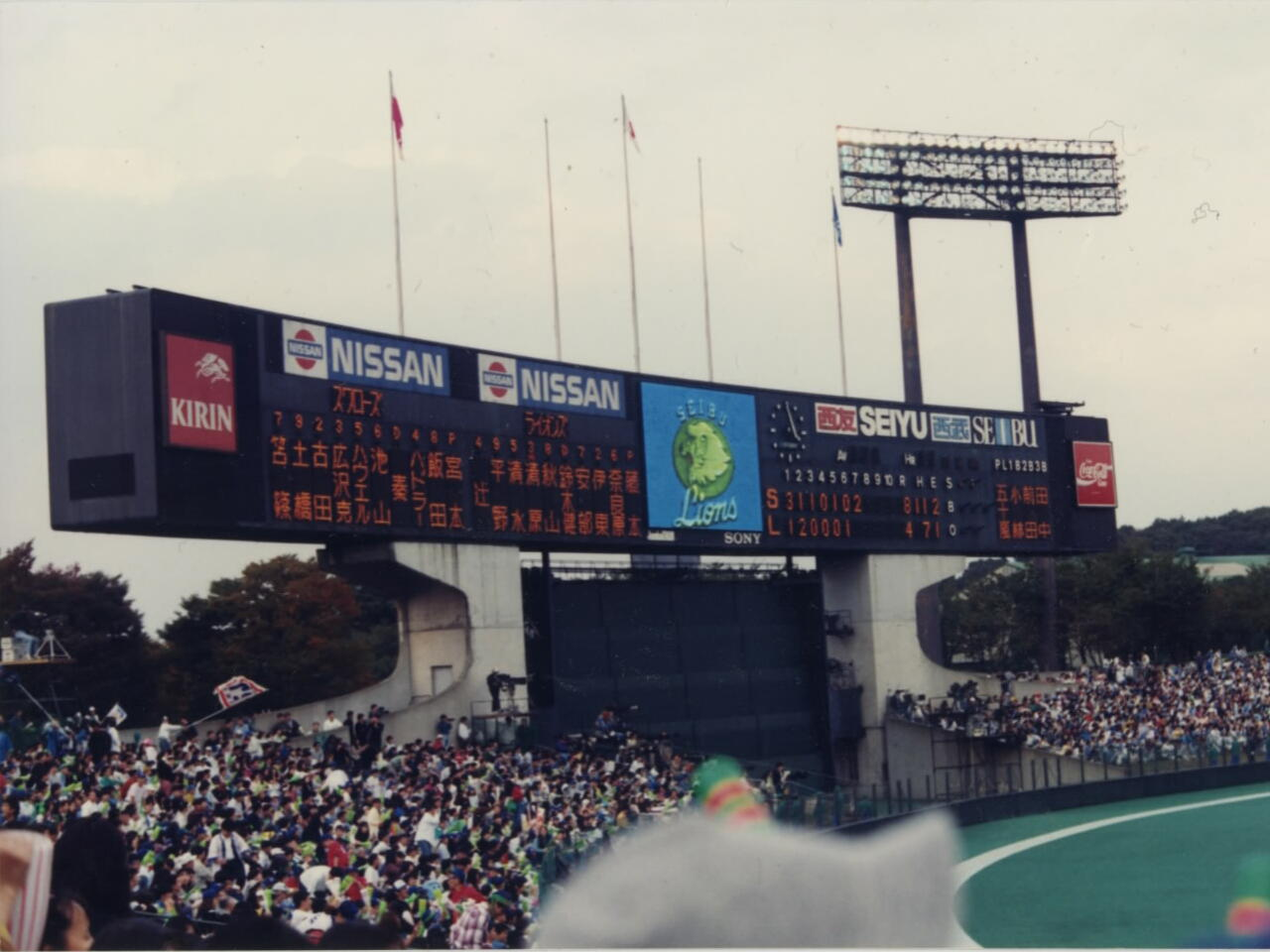
1993年時のスコアボード（中央部はジャンボトロン） 日本シリーズ第1戦

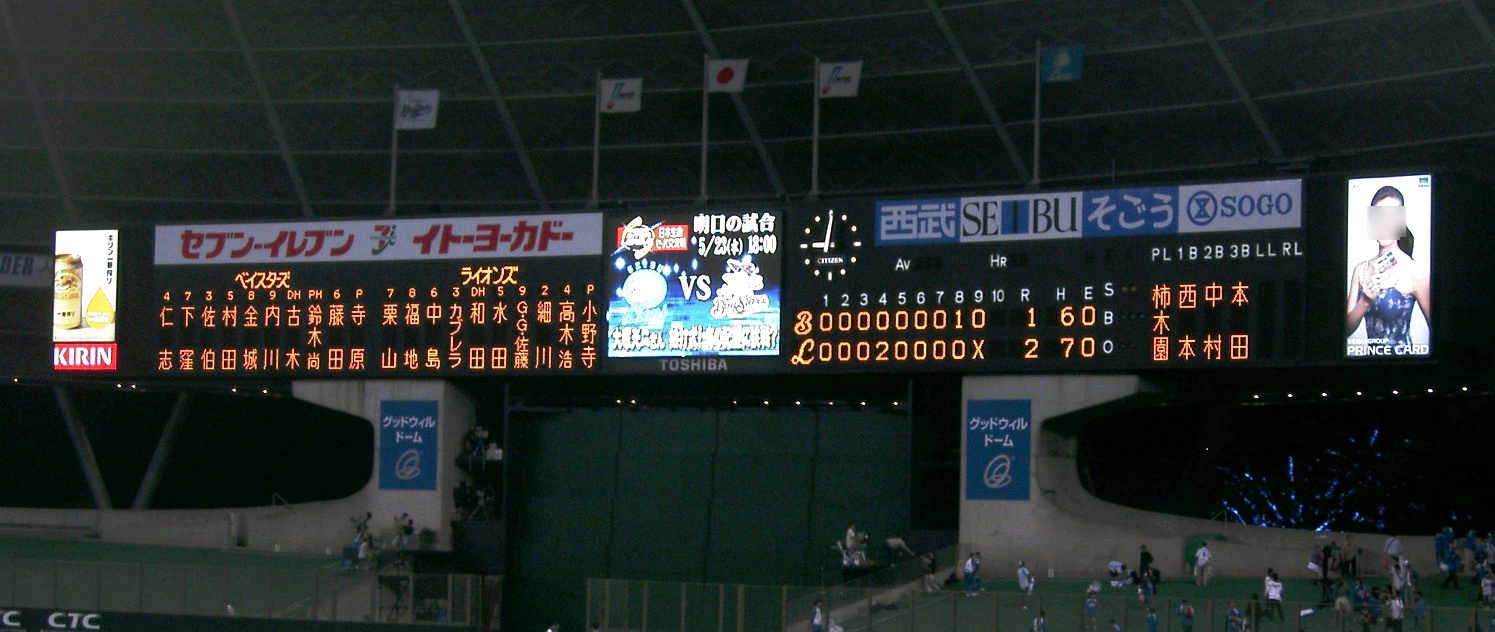
2007年時のスコアボード（中央部はスーパーカラービジョン）

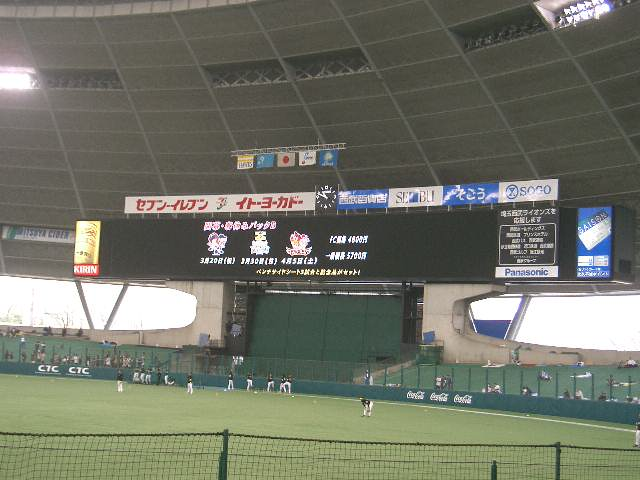
2008年から2020年まで使用されていたL Vision（全面がアストロビジョン）

スコアボードは開場から2020年まで、躯体はそのままで表示部分などを改修しながら使用し続けた。スコアボードの支柱には、命名権を使用するシーズンに関してはそのスポンサーの広告が掲示された。
1978年の起工時、最初に完成したのがスコアボード棟であり、更地にスコアボードのみ完成していた状態で新生西武ライオンズの写真撮影が行われた。
完成当初の発光部分は単色のHIDランプで左側に縦書きの選手表示、真ん中に大型映像装置（縦6.5m、横幅8.5m）、右にスコア（10回まで表示可能で、11回以降は、1 - 10回データをクリアして1回から入力）や審判団などの表示があった。大型映像装置は白黒であったが1987年にカラーのソニー製ジャンボトロンに変更され、さらに1995年には東芝ライテック製のスーパーカラービジョンに取り替えられている。また、チーム名表示がアルファベット1文字からチームのロゴに変更された。
選手表示は横スクロール形式が採られていた。西武ライオンズ球場だった時代、南海ホークス（当時）・河埜敬幸の「埜」の文字データがなかったため、選手名に「河の」と表示されたことがあった。また2007年までは北海道日本ハムファイターズ（当時）・MICHEALの表記が「MICHEL」になっていた。
2007年オフから2008年春まで行われた改修工事ではスコアボード表示部が全面改修され、全面フルカラーLEDの松下電器（現：パナソニック）製アストロビジョンとなった。画面の寸法は縦6.528m、横幅49.152mという長大なもので、フルデジタルハイビジョン映像による一画面のフル表示や最大4画面の分割表示に対応している。
スコア表示にはコンピューターグラフィックスを使用しており、野球の試合中は、一画面フル表示の演出を行うとき以外は3画面に分割して使用している。メンバー表は左画面に横書き表記で、スコアは右画面に表示される。中央画面は映像効果などで使用する。また、球速表示も中央画面に表示している。なおバックネット裏のサブスコアボードは改修されず従来の表示のままであった（基本的なイニング表示は9回まで。プロ野球仕様の延長戦であれば、延長12回までを追記できるようになっている）。
球団が同年3月16日から1か月間にわたって一般公募でこの大型ビジョンの愛称を募集した結果、2,514通のうち最多の254件の応募があったL Vision（エルビジョン）を採用、4月26日に命名された。同年の改修ではこの他、サブスコアボード下に縦1.152m × 幅30.72mのリボン状の新型映像装置が設置された。
2011年からは他の球場同様、ボールカウント表示を「SBO」から国際標準規格の「BSO」に変更することが同年3月18日に発表され、実施された。
2014年よりデザインが変更されて現在の打者の顔写真（西武のみ）を表示するようになり、守備位置表示が数字から英語略称になった（投手=P、捕手=C、一塁手=1B、左翼手=LF、代打=PH、代走=PRなど）。またサブスコアボードも発光部分がLEDに交換され、球速表示も追加された。2016年シーズンからはレイアウトはそのままながら、演出などをリニューアルしている。

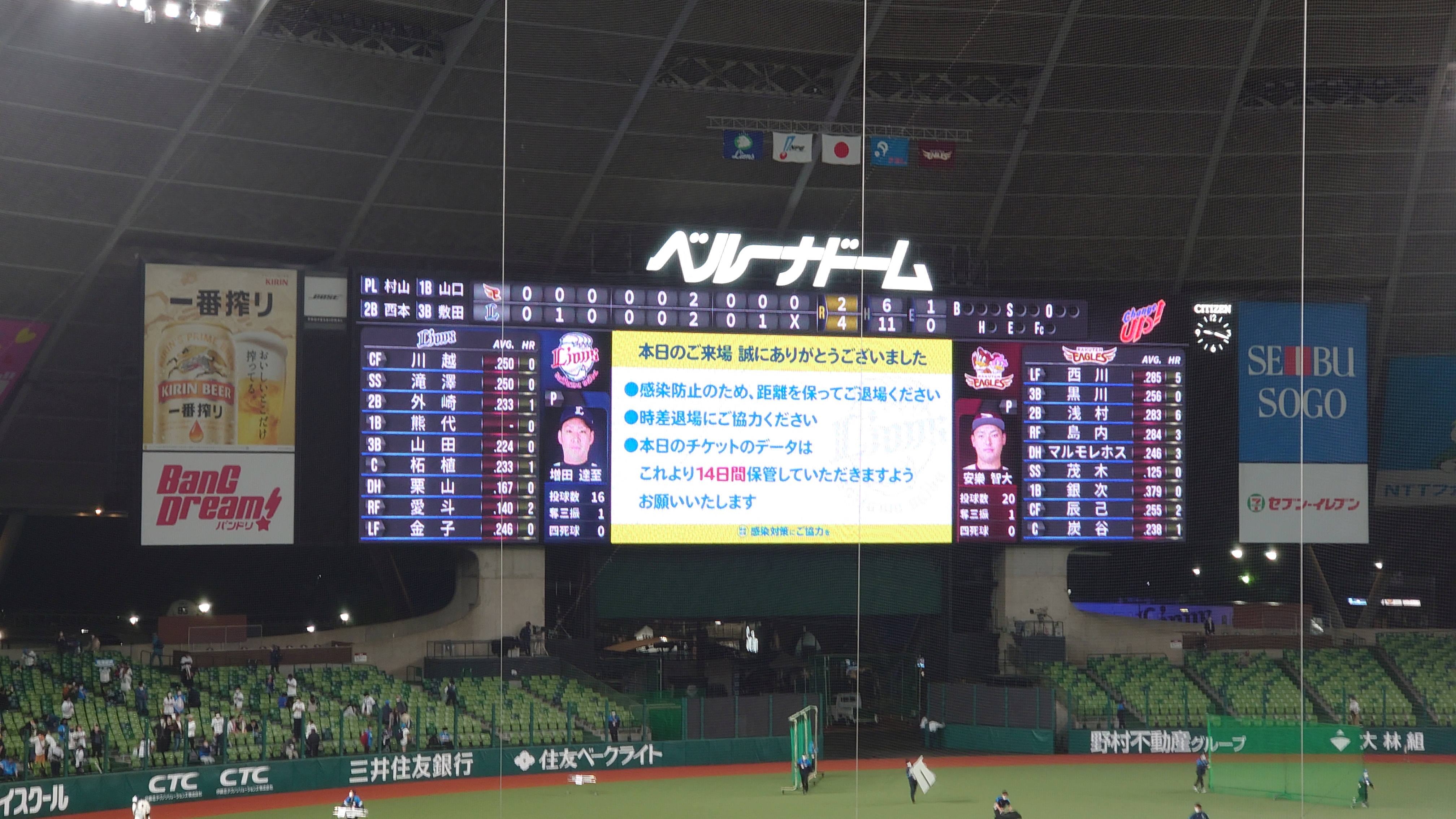
2021年より大型化された現在のL Vision

2020年の練習試合の楽天戦において、スコアボード表示が2008-13年仕様に戻る不具合があった。チーム名はカタカナで「イーグルス」、「ライオンズ」と当時のものは異なった。
2020年オフにスコアボードは一旦解体され、2021年シーズンよりパナソニック製の新たなスコアボードが設置された（名称は「Lビジョン」で変わらず）。新ビジョンは高さ13m×横幅46m、面積約600m2と従来の約2倍の大きさに拡大。なお支柱はそのまま引き継がれている。またバックネット裏のセンタービル屋上に、幅10.2m×高さ5.6m、約57m2のサブビジョンを新設。これにともない、リボン状ビジョンは撤去された。
開場当初、スコアボードには球団旗などを掲げるポールがあった。ドーム化の際には屋根に干渉しないところまでポールの高さを下げ、風でなびいているような形に旗を固定して掲揚していた。スコアボードが改修された2008年からは他のドーム球場と同じバトン方式に変更されている。

### バックスクリーン
バックスクリーンは5枚の横長のパネルで構成されており、その内の4枚が上部に引き上げられるようになっている（劇場などで使う緞帳とほぼ同じ）。また外野フェンスの中堅部分も左右に開くことができる。この中堅部分がフィールドへの搬入口となっており、打撃練習などに使用する機材などはこの搬入口から出し入れを行う。また両チームの用具・荷物等もここから出し入れを行っており、連戦最終日の試合終了後には、トラックが集荷のため直接フィールド内に乗り付けることもある。またコンサートなどのイベント時にも、ここから機材・展示物の搬入を行っている。時間帯によってはこの搬入口後方から、場内をフィールドレベルで見渡すことができる。試合終了後にグラウンドに入場できるイベントでは一般客の入退場口となる。
2014年からはバックスクリーン部分の外野フェンスの金網部分には網目の細かいネットが張られている。因果関係は不明だが2013年に東北楽天ゴールデンイーグルスのリーグ優勝を取材するテレビスタッフが、バックスクリーン前に侵入して試合進行を妨害するということがあった。

### 屋根

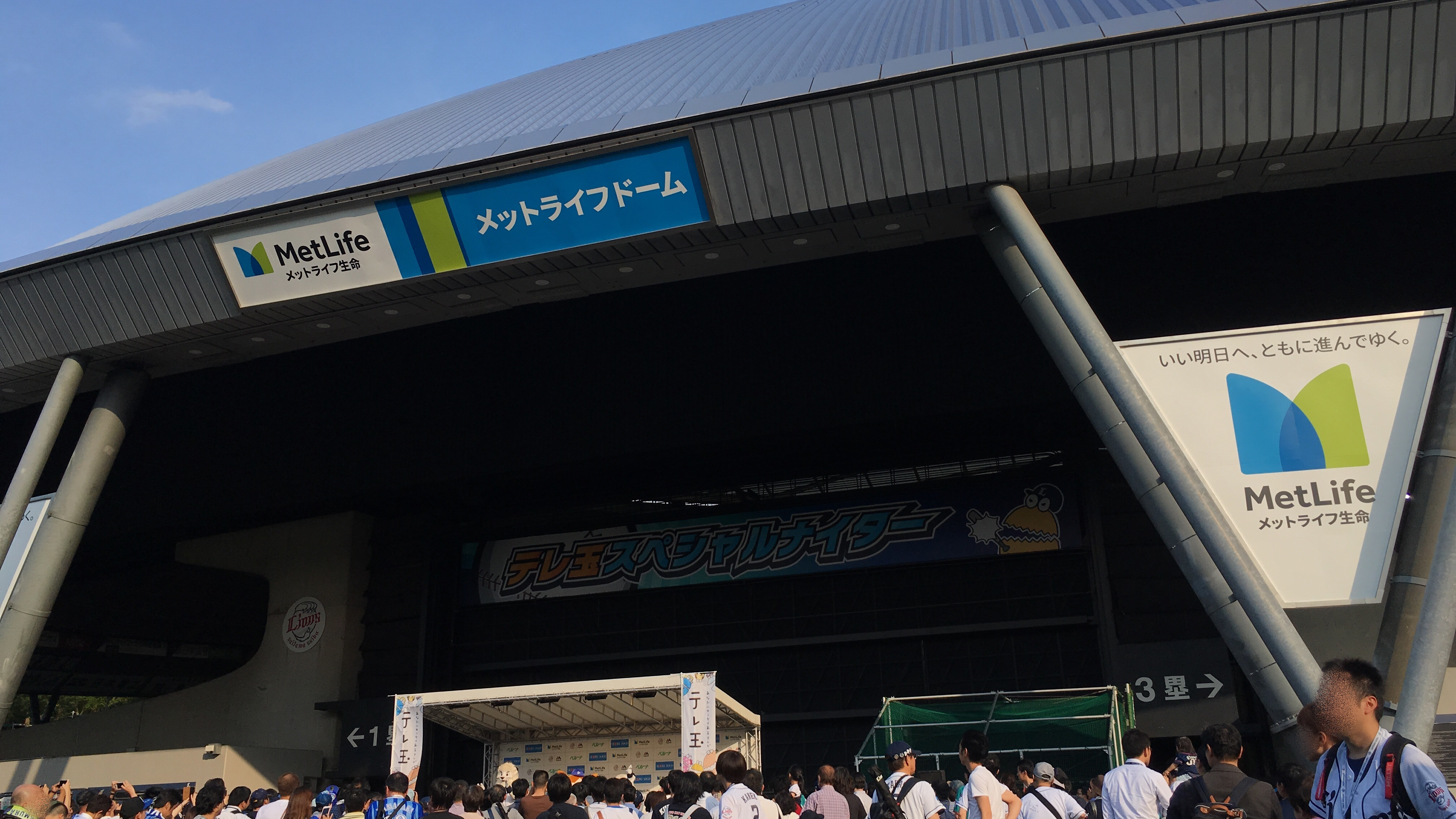
スコアボード周辺の屋根

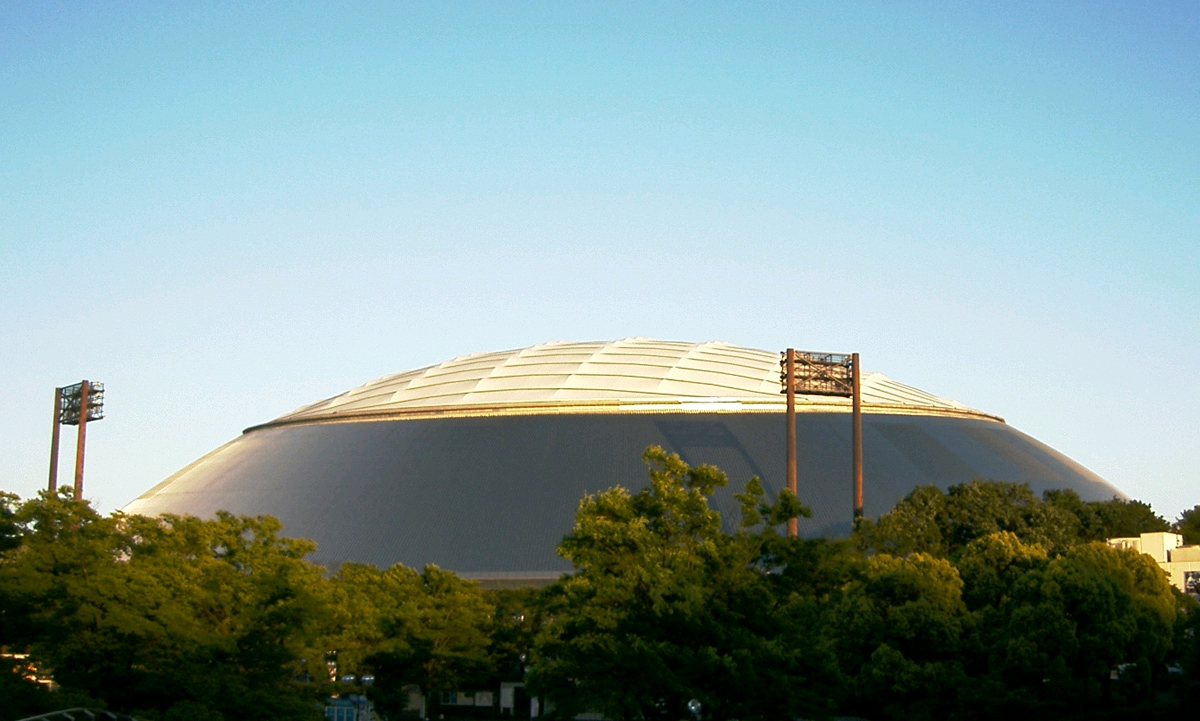
ドーム遠景

ドーム全体を覆う屋根の直径は223mで、スタンド外周に設けられた24本のV字型柱によって支えられている。ドーナツ状の外周部は鉄骨組みのステンレス製で、総重量約8,000tを有する。中心部は直径145m、面積17,000m2、総重量約2,000tを有する膜屋根部で、鉄骨で組まれた一重のテフロン膜によって耐候性や不燃性がありながらも自然光を取り入れることができる構造となっている。但しデーゲームでも自然光だけでは照度が低く打球などが見えにくいため、野球開催時にはデーゲームにおいても照明を併用して照度を補っている。
天井最高部はグラウンド面から64.5mで、ドーム化後はグラウンドルールにより、天井に接触した打球はボールインプレイ（プレイ続行）の扱いとなり、落下点もしくは野手が触れた地点を基にフェアかファウルかを判定し、野手が直接捕球した場合はフライアウトとして扱われる。また打球が天井や懸垂物、鉄柱に挟まった場合、フェア地域の場合はエンタイトル二塁打、ファウル地域の場合はファウルボールとして扱われる。しかしアレックス・カブレラが本塁打性の天井直撃の打球を連発したことが契機となってグラウンドルールが一部変更され、外野のフェア地域の天井に当たった場合に限り「認定本塁打」が適用されることになった。その後、カブレラは新ルール適用第1号となる本塁打を放ち、レフトの天井に記念フラッグが設置されている。
屋根の下には中興化成工業が製造したメッシュ膜材が鳥避けの化粧材として設置されている。

### 照明
照明は金属屋根内側の上部に、球場を一周するように取り付けられている。ただしプレイの妨げとなるホームベースとスコアボードの直上には最初から取り付けられていない。またファウルポールの延長線上も判定しやすいように照明の数が少なくなっている。全てメタルハライドランプであり、高演色性のものと高効率のものを組み合わせて使用している。2010年にリニューアルされ、以前より白色が強いものに変更された。
ドーム化（1997年）以前は照明塔が6基（内野側4基、外野側2基）設置されていた。ドーム化の際に内野側は全て撤去されたが、外野側のものは場外通路の照明用として2010年シーズン終了時まで残されていたが2010年オフに撤去された。なお不要な分のランプは取り外されていた。
2020年からフィールド照明がLED化された。メタルハライドランプよりも点灯が速く、光量の調節も容易であることから、ホームチーム（西武）の選手が本塁打を打った際はダイヤモンドを一周する選手に合わせた演出が行われたり、ヒーローインタビュー中は選手の頭上以外の照明を消灯する試みが行われている。

### 場内アナウンス
2009年度までの西武主催試合の場内アナウンスは女性スタッフが担当していた。
2010年からは男性スタッフを採用し、スタジアムDJがスタメン発表以後大部分のアナウンスをした。
2011年 - 2012年は男性スタッフのみが担当。
2013年シーズンからはビジターチームの選手紹介や注意喚起などは鈴木あずさが、ホームチーム（西武）はスタジアムDJのRISUKE（久米理介）が担当している。なお、二軍の試合では全アナウンスを鈴木あずさが担当する。

### 西武球場・西武ドームと花火
| 1993年日本シリーズ第1戦の応援風景 屋根のない西武ライオンズ球場 |  | 2007年 7回裏・西武のラッキーセブン攻撃前に実施するジェット風船を使う応援風景 |
| 1993年日本シリーズ第1戦の応援風景 屋根のない西武ライオンズ球場 |  | 2007年 7回裏・西武のラッキーセブン攻撃前に実施するジェット風船を使う応援風景 |

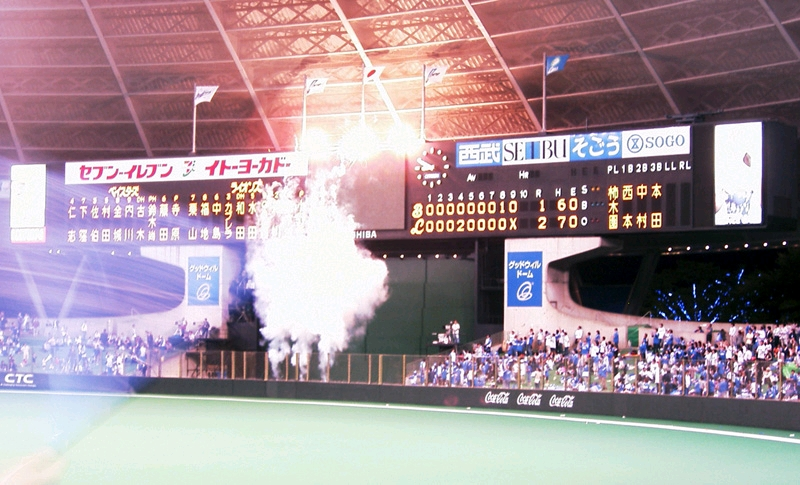
2007年セ・パ交流戦 西武対横浜1回戦 西武の勝利による打ち上げ花火

屋外球場の時代から当球場の恒例行事とされたのが、ホソヤエンタープライズによる花火の打ち上げである。これは西武ライオンズの選手がホームランを放つか、ホームラン時に打ち上げる花火が試合終了後も残っていた場合で試合に勝利した場合、西武第三球場のグラウンドから花火を打ち上げて祝福するというものだった。
ドーム球場となった1999年以後は、一旦この花火打ち上げが中止された。2002年 - 2009年シーズンまで西武が試合に勝利した場合、ドーム内のバックスクリーン前で紙テープとともに花火の打ち上げによる演出が行われている。以前はホームランの際も花火の打ち上げがあったが、現在のドームで試合中に花火を打ち上げるとドーム内に煙がこもり、試合進行の妨げになるため、後にゲームセット時のみになった。2010年からは経費削減の為スコアボードに花火が映し出される演出となり、実物の花火ではなくなった。
1983年6月3日、阪急ブレーブス・福本豊による盗塁世界新記録がこの球場で達成された際、西武以外の球団の選手でありながら例外的に花火を打ち上げ、快挙を祝福した。また、オールスターゲームの際は、全パの選手のホームランおよび勝利を祝って花火を打ち上げ、という形が取られた。
なお、昭和天皇の容体が急変した1988年9月下旬から同年のシーズン終了までは、全国的な祭祀を自粛する風潮の中、それに従う形で花火の打ち上げは一切中止された。

### 日本のプロ野球本拠地球場で唯一電子オルガンを常設
西武球場としての開場を機に、電子オルガンを三塁側スタンド上段（2019年の時点では中段のL'sダイニングシート真下）のオープンスペースに設置。西武主管試合や球団イベントの開催日には、ハーモニーミュージック（音楽教室などの運営会社）から西武球団に派遣された複数のオルガン奏者が交代で演奏している。
オルガン奏者は試合前に、当日が誕生日の選手や表彰式を控えた選手（いずれも西武）の登場曲などを生で演奏。試合中には、観客に対してファウルボールへの注意を促す音（3種類）や、西武の得点に合わせた音を奏でている。演奏のレパートリーは十数種類で、選手交代などによって試合の進行が止まった時や、イニングの合間にもBGMを演奏。得点の際に奏でる音を点数に応じて変えたり、オルガンの内部にハモンドオルガンの音を取り入れたり、応援団の演奏や声援と重ならないように配慮したりするなどの工夫も為されている。
西武ドーム時代の2010年からは、外装にウォールナットを使用したローランド製の「AT－90S」（2001年発売の上位モデル）を導入。ドジャースタジアムでもかつて使用されていたモデルであることから、既に生産を終了していたにもかかわらず、西武球団が購入を決めたという。
ちなみに、西武球場が開場した1970年代後半以降のNPBでは、一部の球団が電子オルガンを本拠地の球場に常設。電子オルガンの製造元である楽器メーカーの宣伝を兼ねたもので、MLBやマイナーリーグの本拠地で電子オルガンによる演出が定着していることを背景に、選手の登場曲やBGMの演奏などに使用していた。しかし、阪神タイガースが1990年代の後半に阪神甲子園球場で選手の登場曲をCDから流し始めたことをきっかけに、西武を除く他球団も阪神に追随。2000年代の前半には、当球場と同じ首都圏の本拠地球場のうち、横浜スタジアム（1978年開場）・東京ドーム（1988年開場）・ZOZOマリンスタジアム（1990年開場→1992年からロッテの本拠地）の公式戦から（球団主催の復刻・記念イベントの開催日を除いて）電子オルガンや生演奏が消えた。このような事情から、2019年ポストシーズン時点のNPBにおいて、本拠地の球場で電子オルガンを常設・常用している球団は西武だけになった。球団の関係者によれば、「BGMをCDで流すのも良いが、西武球団としては、生の臨場感を大切にしたい。電子オルガンは臨機応変に演出できるので、球場の雰囲気作りに最も適している」という。

## 命名権
命名権による名称の変遷
- インボイスSEIBUドーム（2005年3月1日 - 2006年12月31日）
- グッドウィルドーム（2007年1月1日 - 2008年1月8日）
- 西武プリンスドーム（2015年3月1日 - 2017年2月28日）
- メットライフドーム（2017年3月1日 - 2022年2月28日）
- ベルーナドーム（2022年3月1日 - 2027年2月28日予定）

### インボイスSEIBUドーム

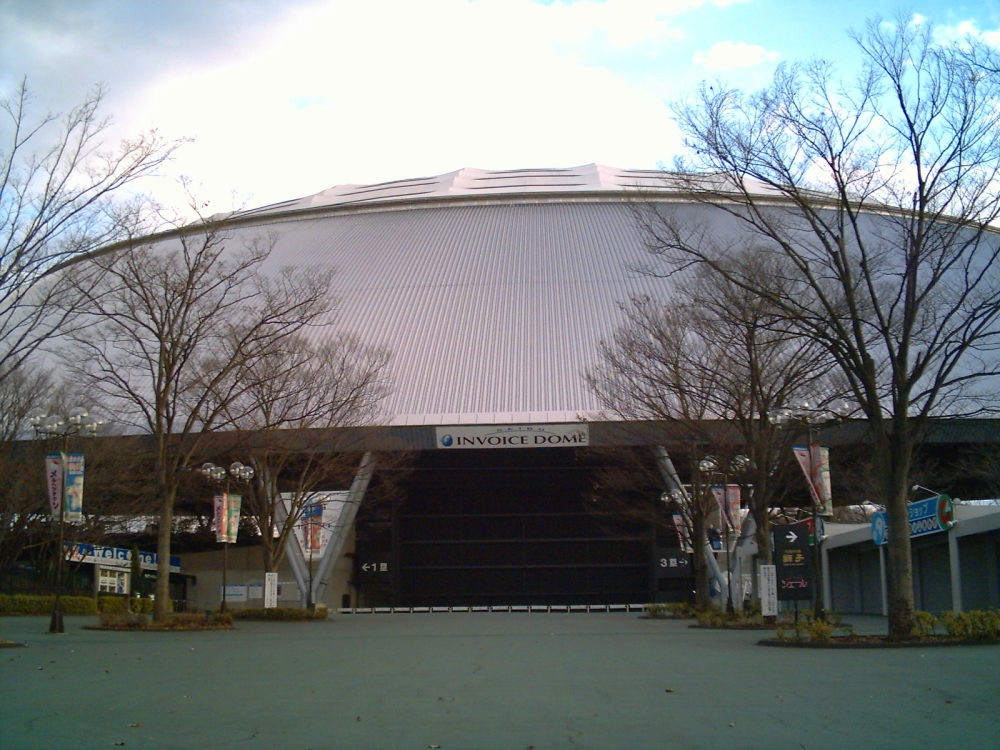
インボイスSEIBUドーム

西武グループは2004年、経営改善策の一環として西武ドームの施設名称と二軍のチーム名称について命名権（ネーミングライツ）を売却することを決定。取得に名乗りを上げたのは、インボイス。まず同年12月29日に二軍の命名権を3年契約で取得することに合意し、翌2005年シーズンから球団名を「インボイス」とすることを発表、1月25日にプロ野球実行委員会で承認された。インボイス社は同日、西武ドームの命名権についても2005年シーズンからの2年契約で合意。3月1日から名称を「インボイスSEIBUドーム」（インボイスセイブドーム）に改称した。
当初「ドーム名を“インボイスドーム”としたい」としていたが、西武側は「“西武”の文字を入れてほしい」としてこれを却下。また、西武球場前駅についても「“インボイスSEIBUドーム前駅”に改称してほしい」と申し入れたが、鉄道駅の名称変更には様々な事務手続きなどを行わねばならず経費も掛かるなど煩雑なため、これも受け入れられなかった。
改称を機に、ドーム内の各所や球場スタッフの制服などに「INVOICE」の社名ロゴが入れられた。またインボイス社は株主優待策のひとつに、西武ライオンズのパ・リーグ主催試合のチケット引換券を設けるなどした。また、プロ野球の公式記録や各種報道機関に於いては「インボイスドーム」や「インボイス西武」などと略する形で称されていた。
インボイス社は当初、これらの命名権について10年以上の長期契約を望んでおり、2007年以降も命名権を取得したいとして、契約が切れる2006年シーズン中からその旨を西武側に申し入れていたが、西武側は「契約満了で、2007年以降は更新しない」とインボイス社側に通告。結局2006年9月8日、インボイス社は契約更新を断念。二軍の契約も1年を残し解除する事を決定し、これら「インボイス」を冠する名称は同年いっぱいで使用を終了することになった。

### グッドウィルドーム

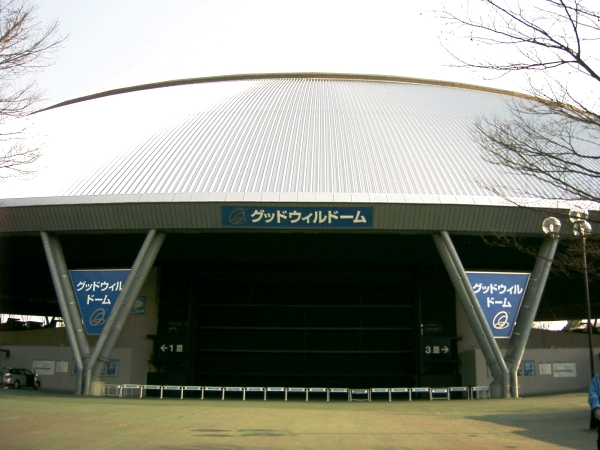
グッドウィルドーム

西武はインボイス社に代わる命名権の新たな契約先について検討を進めてきたが、2006年12月2日、グッドウィル・グループと2007年1月1日からの5年総額25億円（金額は推定）契約に合意。年末までに隣接する西武球場前駅の誘導看板やドーム看板など変更の準備を進めて、同日から「インボイスSEIBUドーム」を「グッドウィルドーム」に、二軍を「インボイス」から「グッドウィル」に改称した。
これに伴い、西武ライオンズ球場としての開場以来初めて球場名から「西武」の名前が消えた。日本放送協会（NHK）では「グッドウィル西武ドーム」と一時呼称されたこともある。
ところが2007年12月、グッドウィルが違法な派遣業務を行っていたことが発覚し、厚生労働省から事業停止命令を受けた（詳細は別項）。このため、同社は西武球団に命名権の契約解除を申請。同球場を所有する西武鉄道と西武球団側もそれを受け入れ、わずか1年で球場と二軍の名称から「グッドウィル」が消えることとなった。
これを受け、西武側では命名権の新規契約については2008年シーズンの導入を見送る方針を決定。2008年1月9日付で球場名が「西武ドーム」に戻り、二軍チーム名も一軍と同じ「埼玉西武ライオンズ」に改められた。西武の後藤高志オーナーは、命名権導入再開について「契約先のイメージが球団にかかわってくるリスクが生じる」と慎重に検討する姿勢をとっており、以降2014年シーズン終了まで再開は見送られていた。

### 西武プリンスドーム

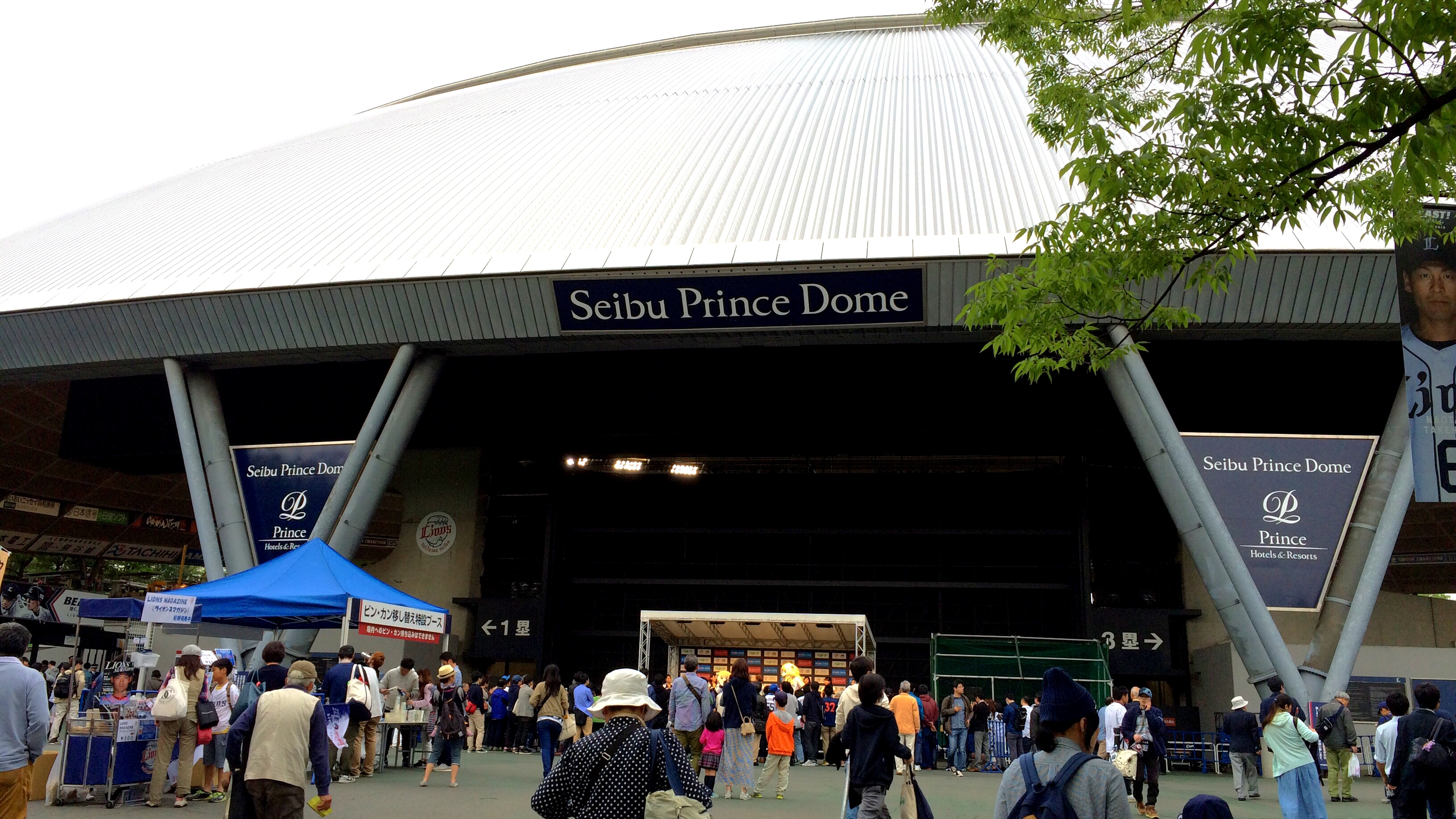
西武プリンスドーム

2014年12月15日、来シーズンの球場命名権をプリンスホテルが取得し、球場名を「西武プリンスドーム」に改称することを発表した。契約期間は2015年3月1日から2016年の2月29日までの1年間で、その後も翌年まで自動更新された。契約額は非公表。
これ以降は前の2社と異なり、球場名称の命名権のみの取得であり、二軍チーム名は「埼玉西武ライオンズ」のまま変更されていない。

### メットライフドーム

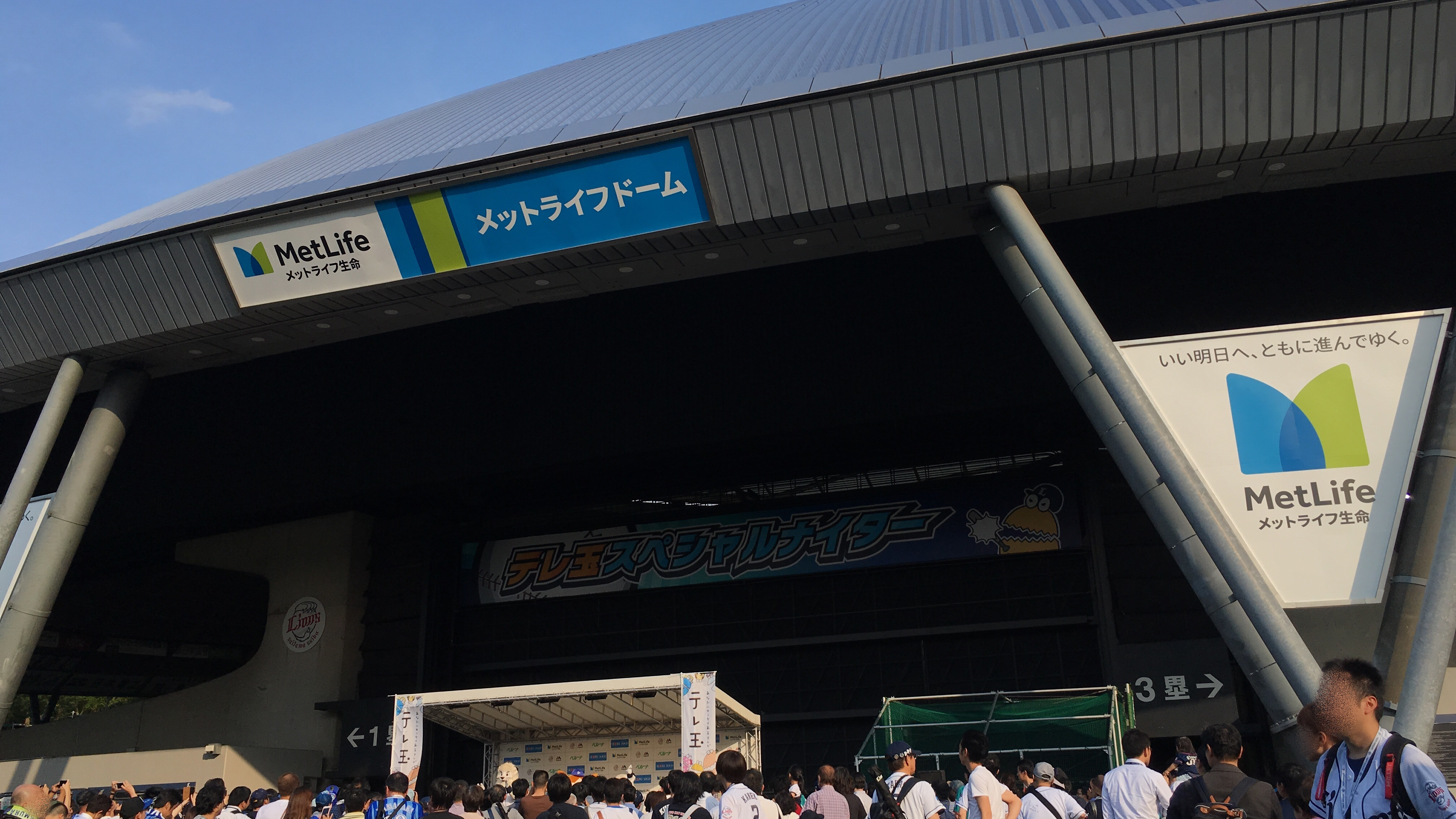
メットライフドーム

2017年1月16日、メットライフ生命保険が同年3月から2022年2月末までの5年間の球場命名権を取得することで合意したと発表した。これにより球場名が「メットライフドーム」に変更された。ファンの間では「メットライフドーム」を略した「メラド」という愛称でも呼ばれていた。

### ベルーナドーム

ベルーナドーム

2022年1月17日、同年3月から埼玉県上尾市に本社を置く通販会社ベルーナが球場命名権を取得すると発表した。契約期間は2027年2月末までの5年間。これにより球場名が「ベルーナドーム」に変更された。

## 周辺の付属施設

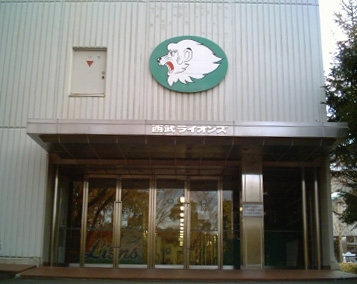
獅子ビル

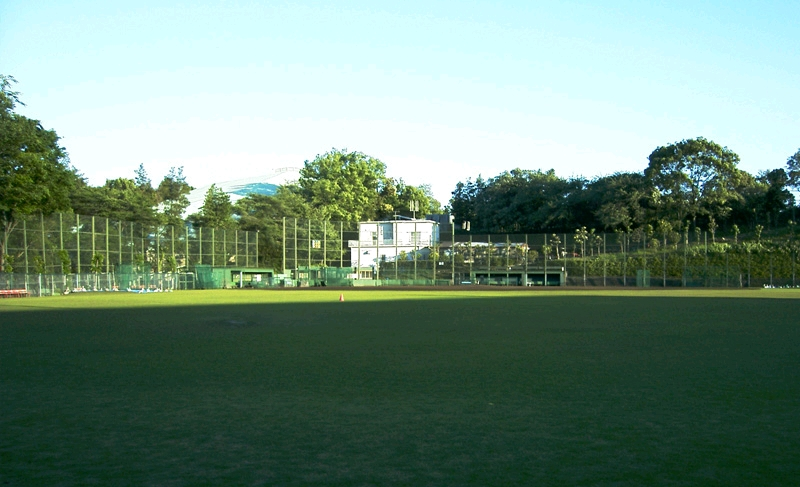
西武第二球場

設計アドバイザー石山建一の提言により、現存する日本プロ野球の本拠地野球場としては唯一、周辺にサブグラウンド、屋内練習場、合宿所といった施設が揃っている。

### 獅子ビル
西武球場のオープン当初より、球場に隣接して建てられたビル。
エントランスホールからは地階 - 2階までアクセス可能（2階は一軍公式戦非開催日の営業時のみ）。一軍公式戦開催日、2 - 3階は球場側から「DAZNデッキ」を通って入る。
- 地階：狭山スキー場ロッカー室・更衣室（ビル南側のスキー場に直結）
- 1階：エントランスホール、多目的ルーム、獅子ビル事務所
- 2階：大型フードエリア「グリーンフォレスト デリ&カフェ（2020年7月21日 - [51]）」、獅子通用口（獅子ビル2階と球場左翼側の通路を結ぶ通用口、一軍公式戦開催日に屋上との行き来のみ開放）
- 3階：ライオンズ チームストア 獅子ビル（2020年7月21日 - [52]）、子供向け施設「テイキョウキッズルーム（2020年8月1日 - [53]）」、放送用スタジオ「Lスタジオ」（ドーム前広場から移転）
- 屋上：喫煙所

#### 過去の獅子ビル施設
- 球団事務所
1980年から2019年のシーズン途中まで1階に所在。2階には球団が記者会見を開く際などに使用するプレスルームがあった。
- カレーショップ「シエール」
1階にて1986年11月開店、2010年6月15日閉店。
- ライオンズストア フラッグス
「シエール」跡地にて2011年4月9日開店、2019年6月30日閉店。
- 中国料理「獅子」西武ドーム店
球場オープンより2階にて営業、2012年5月21日より諸般の事情により営業を休止、同年9月14日閉店。なお3階は「獅子」宴会場で、西武ドームで優勝を決定した際にはビール掛けの会場として使用された。
- レストラン「DOME RESTAURANT CANTON TABLE」
「獅子」跡地にて2012年9月15日開店、2017年1月29日閉店。
- ライオンズキッズパーク
レストラン跡地にて2017年4月4日営業開始、2019年6月30日営業終了。
- 多目的スペース
「獅子」宴会場跡地。ユニフォーム圧着や、ファン感謝イベントにおける展示などに活用された。

### その他の周辺施設
- 西武ライオンズ オフィス棟（球団事務所）
3階建て。40周年記念事業により、2019年に獅子ビルの北側の場所に新築。獅子ビルとは一体化している。
- 西武第二球場（2020年3月1日から10年間の名称は「CAR3219フィールド」）
西武二軍の本拠地で、一軍もドームでの試合前などに練習で使うことがある。
- 若獅子寮（2代目）
球団の40周年記念事業の一環で、B駐車場の敷地内に4階建てで建設。居住スペースや食堂などの寮設備のほか、監督室やNPBの球団施設としては初めてMLB仕様のロッカー（全選手用）を導入。
- ライオンズトレーニングセンター（2024年3月1日から2年間の名称は「プロスピ トレーニングセンター」[54]）
2代目若獅子寮と同時に建設。NPB12球団が所有するトレーニング施設としては面積が最も広く（50m×50m）、ブルペン用に5つ、バッティング用に4つのレーンを設置。北端はシャッターが開閉でき、ファンが練習を見学できる「ファンデッキ」として開放。2020年からは、埼玉西武ライオンズ・レディースの練習でも使用する。
- ライオンズ チームストア フラッグス
2階建て。40周年記念事業により、2019年に新たなメインゲートの場所に新築した上で、獅子ビル1階から移転して開店。
- テイキョウキッズフィールド
2021年にオープンした子供向け屋外遊戯施設。一軍公式戦開催日のみ営業。
- 西武ドームテニスコート
- ライオンズ整形外科クリニック
2024年4月1日開院。ビジターチーム含むプロ野球選手が診察や検査を受けられるほか、近隣に住む一般住民も利用可能。運営は一般社団法人ARMSで、株式会社西武ライオンズは運営に直接的には関与していない。

#### 現存しないその他の周辺施設
- 西武第三球場
  - 主に練習用。2003年限りで閉鎖し、観客サービス改善のため2004年に約550台収容の駐車場が設けられた。
- 西武ドームサッカーパーク（元西武第三球場）
  - 駐車場に人工芝を張り、ドームで試合やイベントがない日にサッカーコートとして貸し出し。2018年営業終了。
- 西武ライオンズ合宿所（初代若獅子寮）、室内練習場
西武第二球場の場外にあった平屋の建物で、1980年から2019年のシーズン途中まで使用。室内練習場はその隣に所在。どちらも2019年に解体され、跡地は第二球場のサブグラウンドとブルペンに転用された。

## プロ野球以外での使用

### 横浜アリーナとの関係
2017年3月3日に、横浜アリーナの運営会社について西武鉄道の子会社となることが発表された際に、子会社となった理由として、横浜アリーナの営業力を活用し、西武ドームにコンサートおよびスポーツイベントの誘致を行うこととされている。

### アマチュア野球
西武ドームではアマチュア野球の公式戦も行われている。
社会人野球は球場のオープンと同年に創部されたプリンスホテル硬式野球部が近くに合宿所を構えたこともあり、関東地区の主要球場として利用された。毎年3月中旬に行われるJABA東京スポニチ大会の開催球場のひとつとなっていた。また全日本クラブ野球選手権大会の本大会が、1979年から1995年までは西武球場・西武第三球場で開催。その後は一時隔年となるも再び固定となった。都市対抗野球東京都の予選が行われることもある（前記のプリンスホテルが東京都加盟であったためか、埼玉を含む南関東予選は未実施）。草野球では、ストロングリーグにより、2004年から全国軟式野球統一王座決定戦・ジャパンカップの全国大会に使用されている。
高校野球では、1981年から1991年までは全国高等学校野球選手権埼玉大会の開催球場の一つとして使用された。これは、埼玉大会の参加校が急増していたことが背景にあり、埼玉県内の高校野球でメイン球場として使用する埼玉県営大宮球場では、当時フィールドが狭隘の上に老朽化していたため開会式を行うのが困難になったのがその理由である。初年度の1981年、西武球場では開会式とその直後の試合のみが行われ、翌1982年からは準々決勝（1984年からは準決勝）以降の試合も西武球場で行われた。
県営大宮球場が1992年に改修されてからは、西武球場・西武ドームが高校野球公式戦で使用されたケースはないが、2020年の第102回選手権の中止に伴う代替大会（夏季埼玉県高等学校野球大会）では、西武球団の提供により本球場で準決勝・決勝が行われた。また、2016年春には東都大学野球2部リーグが大学野球のリーグ戦としては初めて使用した。

### コンサート
事例は少ないがフィールドに観客席を設けた場合最大4万人まで収容可能である。
1982年にはクイーンが「Hot Space Tour」の公演の1つを行った。
1983年7月25日に長渕剛が、『SUPER LIVE IN西武球場』を開催。雨の中でのコンサートとなった。
1984年に『SUPER ROCK '84 IN JAPAN』でホワイトスネイク、スコーピオンズ、マイケル・シェンカー・グループ、ボン・ジョヴィ、アンヴィルが出演。
1986年から2005年まで、毎年夏に行われていた渡辺美里のスタジアムライブが良く知られる。ライブ開催当日には西武鉄道による特別電車も運行されたほどである。
2000年にPIERROTがライブで使用、メジャーデビュー2年足らずでドーム公演するのは当時の最短記録であった。
2009年に水樹奈々が声優として初めて日本国内での単独ドーム公演を当会場で開催。2015年以降は、アニメ・ゲーム作品に関連する公演も数多く行われている。西武鉄道自身がアニメ作品とのタイアップに積極的であることから、公演に合わせてラッピング電車を走らせることもある。
関東地方では東京ドームがあることから「ドームツアー」に組み込まれないことが一般的ではあるが、アーティストによっては使用料が高く、日程など制約の多い東京ドームを非開催としたうえで西武ドームを使用し「ドームツアー」に組み込まれる事例がある。

#### コンサートを開催した主なアーティスト・イベント
2001年以降に当会場でコンサートを開催した著名なアーティスト・イベントに限定して記載。赤色の年は開催予定を表す。
- サザンオールスターズ（1985年、1988年、1991年、1996年、2019年）
- 渡辺美里（1986年-2005年）
- Mr.Children（1995年、2012年）
- GLAY（1998年、2019年、2024年）
- B'z（2001年）
- THE ALFEE（2002年）
- SOPHIA（2005年）
- 水樹奈々（2009年、2010年、2013年、2015年、2018年）
- AKB48（2011年）
- EXILE TRIBE（2012年、2014年）
  - 三代目 J Soul Brothers（2015年）
  - EXILE ATSUSHI（2016年）
- ももいろクローバーZ（2012年、2013年、2016年、2019年、2022年）
- BIGBANG（2013年）
  - G-DRAGON（2013年）
  - D-LITE（2017年）
- 乃木坂46（2015年）
- アイドルマスターシリーズ
  - 765PRO ALLSTARS、CINDERELLA GIRLS、MILLIONSTARS（2015年［合同ライブ］）
  - CINDERELLA GIRLS（2018年、2022年）
- iKON（2017年）
- うたの☆プリンスさまっ♪（2017年、2021年）
- ラブライブ!シリーズ
  - Aqours（2017年、2018年、2019年、2022年、2025年）
  - 虹ヶ咲学園スクールアイドル同好会（2021年）
  - Liella!（2023年）
- アイドリッシュセブン（2018年、2019年）
- Kis-My-Ft2（2018年[注釈 17]、2019年、2021年[注釈 18]、2022年）
- WANIMA（2018年）
- ケツメイシ（2018年、2023年）
- Kiramune（2019年）
- まふまふ（2019年）
- BUMP OF CHICKEN（2019年、2024年）
- すとぷり（2019年、2022年）
- AAA（2021年）
  - Nissy（2022年）
- レディー・ガガ（2022年）
- ウマ娘 プリティーダービー（2022年）
- ブシロード（2022年［合同ライブ］）
  - BanG Dream!（2019年、2022年）
- 戦姫絶唱シンフォギア（2022年）
- SUPER JUNIOR（2023年、2026年）[58]
- EXO（2023年）
- ONE OK ROCK（2023年）
- Mrs. GREEN APPLE（2023年）
- SEVENTEEN（2023年）
- MUSIC BANK GLOBAL FESTIVAL（2023年）
- Stray Kids（2024年）
- いれいす（2024年）[59][60]
- 福山雅治（2025年）
- TOMORROW X TOGETHER（2025年）

### 高校生クイズ
『全国高等学校クイズ選手権』の関東大会は、1984年の第2回大会から西武ライオンズ球場で開催されてきた。西武ドームとなっても一部の年を除き、2010年の第30回大会までは関東大会の会場として使用された。

### ゴルフ
1996年に真夏の祭典・『FNSの日・10周年記念 1億2500万人の超夢リンピック』のゴルフ予選会として開催した「ゴルフ・池ポチャアプローチ選手権」の会場として、また決勝のフジリンクス8番ホール行きを目指し211名が凌ぎあって使用された。
2025年1月25 - 26日、一般参加型のゴルフ打ちっぱなしイベント「LIONS GOLF EXPERIENCE STADIUM 9」を開催。男性はウェッジのみ、女性は5番アイアンまでの制限付きで、本塁側から外野方向に向かって1時間ショットができた。また参加者はバッターボックス付近からニアピンを狙うイベントに挑戦でき、好成績者から抽選で1名にセレモニアルピッチの投球権が贈呈された。

### 格闘技
- PRIDE.10（2000年）
- 新日本プロレス
  - G1 CLIMAX 24優勝決定戦（2014年）
  - WRESTLE GRAND SLAM（2021年）

### その他のイベント
2020年のシーズンオフには、ももいろクローバーZの歩みや衣装などを展示するイベント『ももクロ・ライオンZ EXPO』を開催。これは、西武が野球以外ではじめて自主興業したイベントとなり、コロナ禍ではあったものの開催期間18日間で約1万人が来場した。
- 国際バラとガーデニングショウ（1999年 - 2018年）
- スーパードッグカーニバル（1999年）
- フリーマーケット in 西武ドーム（2001年）
- 進撃の巨人×リアル脱出ゲーム『ある城塞都市からの脱出』埼玉公演（2014年）
- リアル脱出ゲーム10周年記念『リアル脱出ゲーム大パーティー』（2017年）
- ももクロ・ライオンZ EXPO 2020
- 狭山ヶ丘高等学校が毎年6月上旬または中旬頃にドームを貸し切って体育祭を実施している。

その他、CMやテレビ番組の撮影、握手会などのイベントでもよく使われている。

## 交通機関

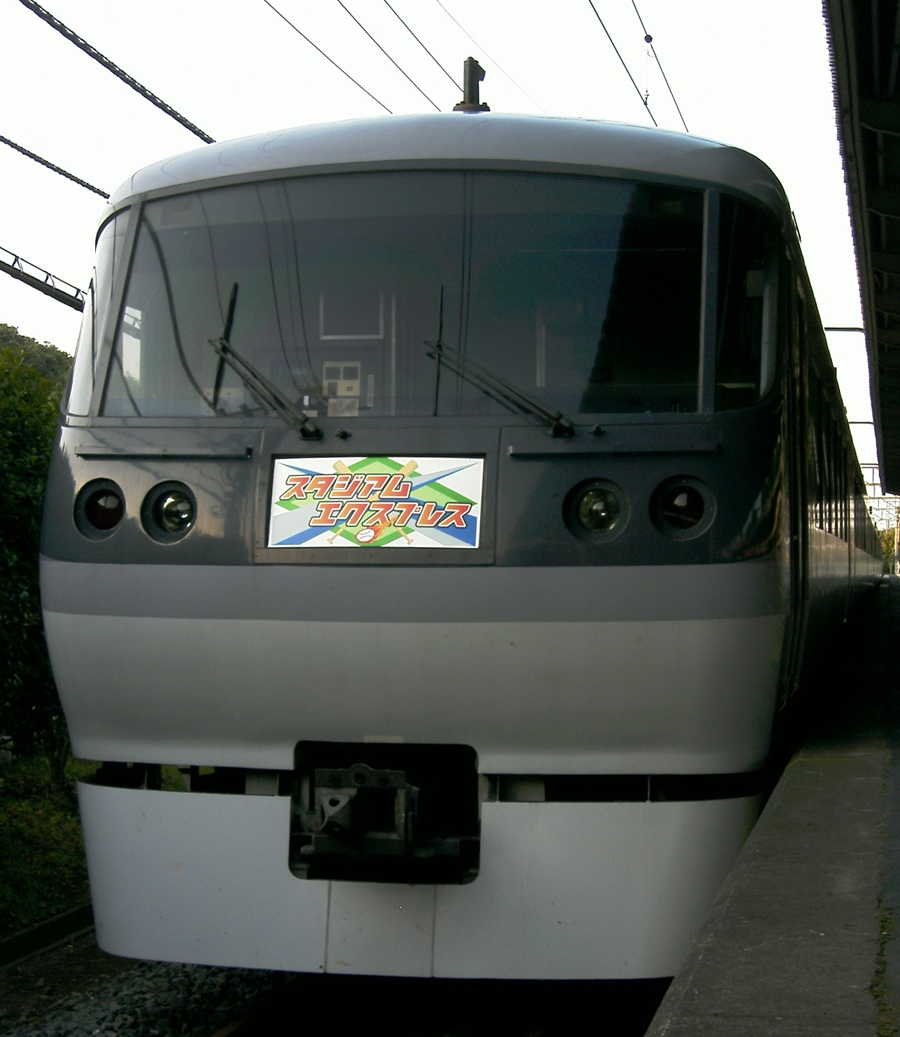
「スタジアムエクスプレス」10000系

- 西武狭山線・山口線（レオライナー）西武球場前駅下車すぐ
狭山線は、定期列車として西所沢駅発着列車が運転されているほか、池袋線直通池袋駅発着列車も運転されている。山口線は多摩湖駅発着であるが、同駅で多摩湖線国分寺駅方面と連絡している。試合当日は狭山線・山口線・多摩湖線とも増発されるほか、狭山線は土日祝を中心に池袋線所沢駅方面（西武新宿線内発着列車および地下鉄有楽町線新木場駅始発列車・みなとみらい線元町・中華街駅始発列車を含む）から臨時直通列車が多数運転される。また、池袋駅・所沢駅・西武球場前駅のみに停車する臨時特急「スタジアムエクスプレス（ドーム）」が運転される。
野球以外のイベントにおいても「ローズエクスプレス」（国際バラとガーデニングショウ）、「MISATO TRAIN」（渡辺美里コンサート、2005年まで）などの臨時特急列車が運転されることがある。
コンサート時の臨時ダイヤの時には野球開催日に比べ、早い時間帯より池袋線からの直通運転が実施され、池袋線定期列車を補完する形で狭山線区間運用の運行間隔が短縮される。なお、新宿線からの直通列車は運転されない。
試合終了後の池袋方面行きの一部列車は、試合が終了する時間帯に合わせたパターン輸送を行っている[63]。これは、沿線に阪神甲子園球場がある阪神電気鉄道の輸送方法を模範としており、西武グループの球団取得直後に観客輸送のノウハウを阪神から学んでいる。また、コンサート終了時のパターンダイヤも存在している。
- 立川駅・玉川上水駅・上北台駅よりプロ野球公式戦のうち、土・日・祝日の一軍公式戦開催日のみ臨時バス[64]を運行（西武バス、立川バス）[注釈 19]。なお、往路は最初の3便だけ立川駅北口始発、復路は全便上北台駅、玉川上水駅北口経由での立川駅北口行きとなる。2023年シーズンより、帰りのバスのりばをブルーパーキング内に変更している[65]。
- 東京都内から車の場合、青梅街道（東京都道5号新宿青梅線）芋窪交差点から北方2 km。
- 埼玉県内から車の場合、圏央道入間インターチェンジから10 km。関越自動車道所沢インターチェンジから12 km[66]。
有料駐車場はA・ブルー（旧B）・レッド（旧C）・グリーン（旧D）の4つがあるが、プロ野球開催時はA駐車場は球団及び報道関係者専用となっており一般利用不可。ブルーパーキングはボックスシート購入者の特典駐車場となっているため、そのためのスペースを予め確保した状態で開放される。そのほか民間の駐車場もある。